# Arc outrepassé

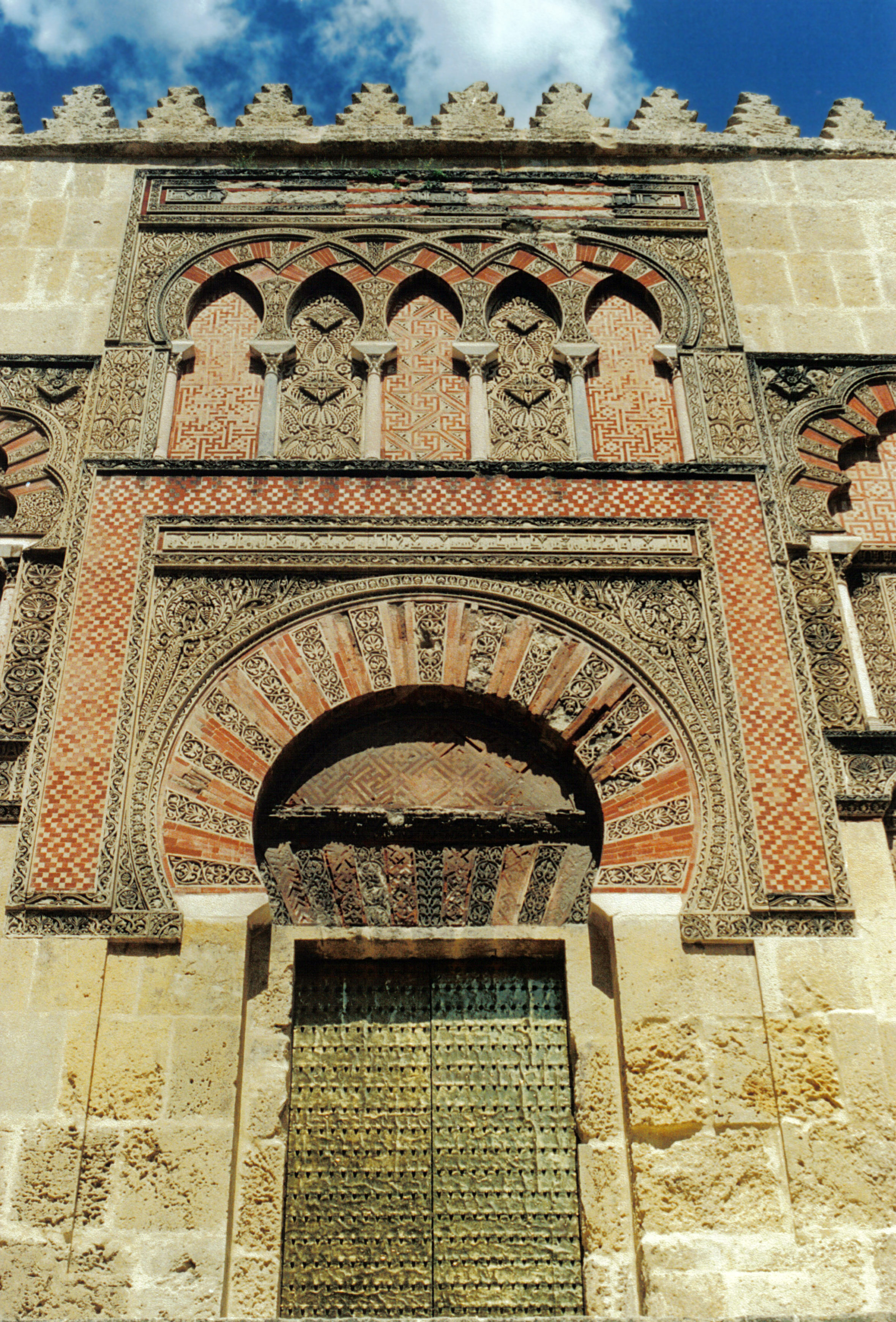
Arc outrepassé ornant une des portes de la Mosquée-cathédrale de Cordoue.

L'arc outrepassé ou arc en fer à cheval est un arc qui dessine un arc de cercle plus grand que le demi-cercle. 
Dans ce type d'arc, le diamètre de l'arc est plus large que l'espace entre les piliers qui le soutiennent. La partie la plus large de l'arc se trouve donc plus haut que les montants. Dans certains cas, les joints et les claveaux ne convergent pas vers le centre du cercle mais vers un point situé plus bas.
Cette variante de l'arc en plein cintre est apparue au Ve siècle dans le Bas-Empire romain et fut abondamment utilisée dans l'architecture wisigothique, hispano-mauresque et préromane.

## Historique
L'arc outrepassé trouve son origine dans l'art paléochrétien durant le Bas-Empire romain.
Il est ensuite repris de façon importante par l'architecture wisigothique en Espagne.
De là, il passe :
- d'un côté à l'architecture préromane de tradition wisigothique qui subsiste aux IXe et Xe siècles dans les foyers de résistance wisigothique (Catalogne et Septimanie wisigothique, soit le Roussillon et le Languedoc) et, de là, à l'art roman du Roussillon et du Languedoc ;
- de l'autre, à l'architecture omeyyade de l'émirat de Cordoue qui en fait une de ses caractéristiques les plus marquantes et, à travers elle :
  - à l'architecture des royaumes de taïfa ;
  - à l'architecture mudéjare ;
  - à l'architecture du Maghreb ;
  - à l'architecture chrétienne espagnole dite mozarabe.

Assez curieusement, l'architecture asturienne du IXe siècle ne reprend pas l'arc outrepassé wisigothique : le seul exemple d'arcs outrepassés dans l'architecture asturienne orne le chevet de San Salvador de Valdediós mais il s'agit d'arcs outrepassés probablement d'inspiration musulmane.

## Origine paléochrétienne (Vesiècle)
L'arc outrepassé n'est pas d'origine orientale mais il est une évolution de l'arc en plein cintre, apparue durant le Bas-Empire romain et utilisé par l'architecture paléochrétienne comme attesté :
- à la cathédrale Notre-Dame-de-Nazareth de Vaison-la-Romaine (Provence, France) où on le trouve en plan dans l'abside à la fin du Ve siècle[5] ;
- dans les arcs de la nef de la seconde église monastique d'Alahan construite vers 560 en Anatolie[7] (Turquie actuelle).

Il s'agit donc d'un arc présent dans l'Empire romain et dans l'architecture chrétienne bien avant l'époque omeyyade.
Selon l'historien de l'art André Corboz « cet arc en fer à cheval s'employait déjà au Bas-Empire, en plan comme en élévation ; il n'est donc pas nécessaire de recourir à la Syrie pour expliquer sa présence à l'abside de Notre-Dame-de-Nazareth de Vaison (Vaison, fin du Ve siècle) et si les Arabes l'ont également employé, c'est après les architectes des rois visigots (sic) ».
Pour l'archéologue et historien Jean-Marie Pesez, « les fouilles du baptistère de Genève, celles d'Aoste, de Viviers, de Montferrand et de Loupian en Languedoc, celles de l'architecture civile et religieuse de la péninsule ibérique, attestent de son existence dès le IVe siècle ».
Certains auteurs le font même remonter au IIe siècle : « Il n'est pas nécessaire de faire intervenir des influences orientales, syriennes, arméniennes, cappadociennes, puisque, dès le IIe siècle de notre ère, l'arc outrepassé est mis en œuvre dans les décorations et les plans traditionnels hispano-romains. »

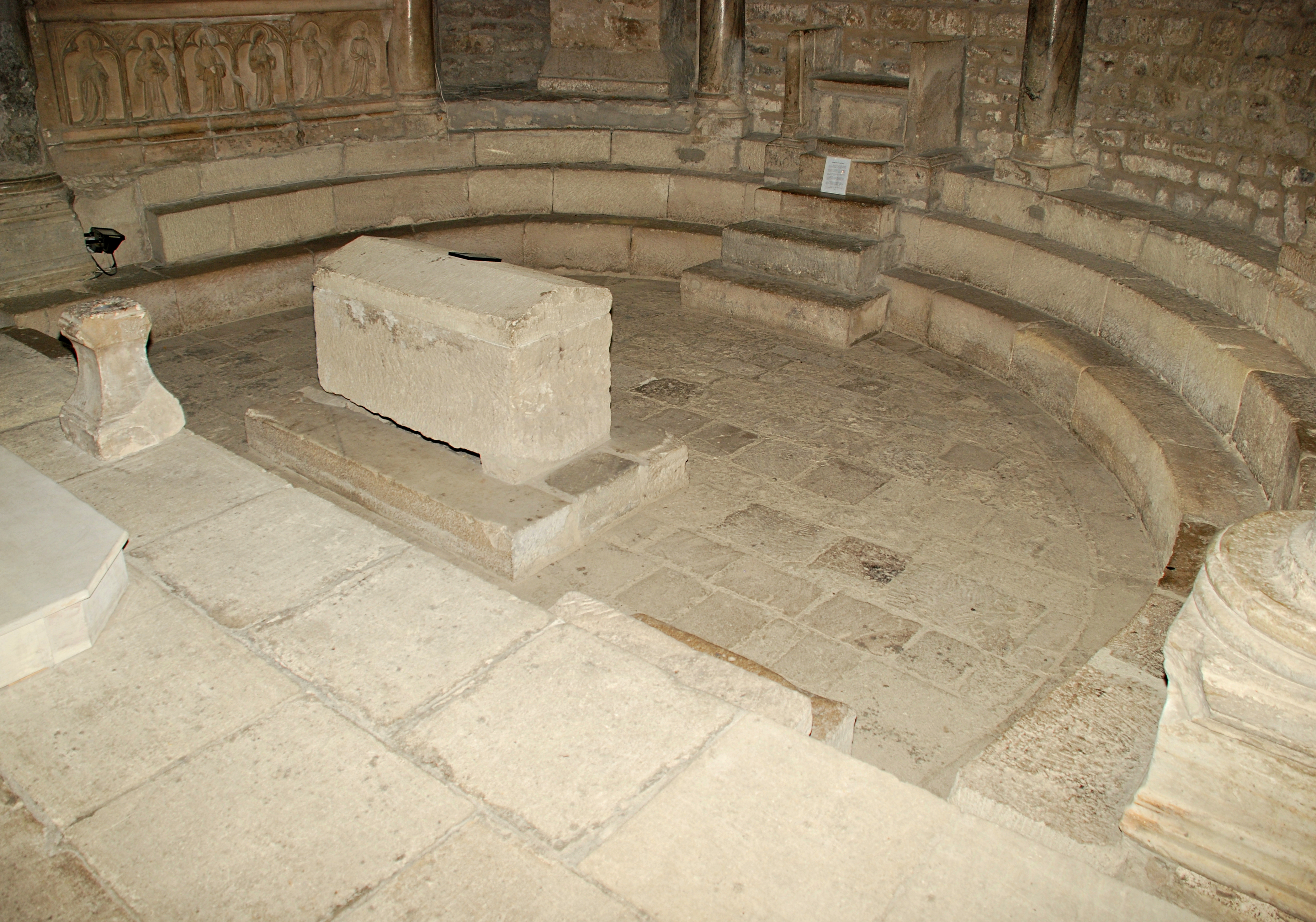
Abside de plan outrepassé de la cathédrale Notre-Dame-de-Nazareth de Vaison-la-Romaine.
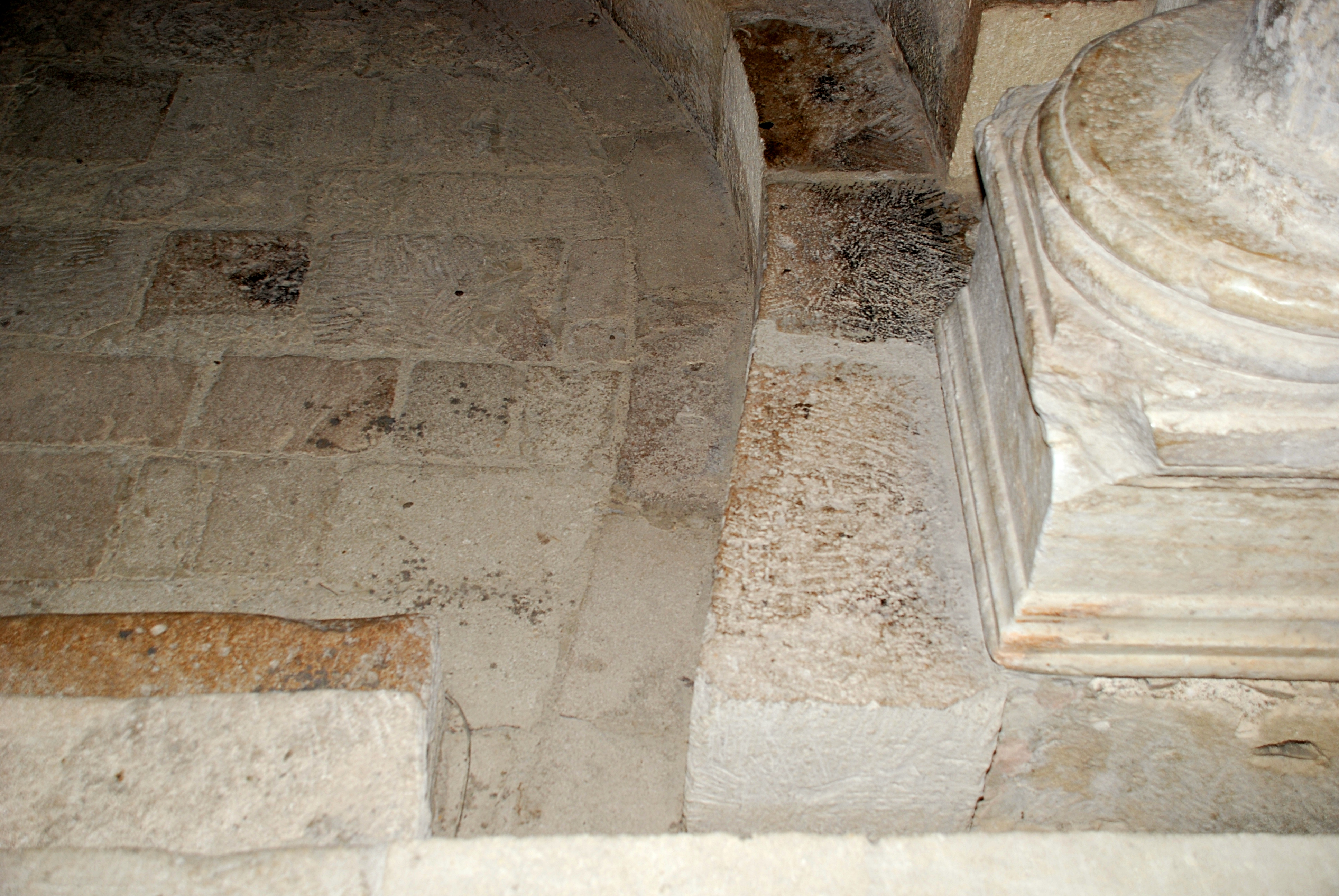
Abside de plan outrepassé de la cathédrale Notre-Dame-de-Nazareth de Vaison.

## Architecture wisigothique (VIeetVIIesiècles)

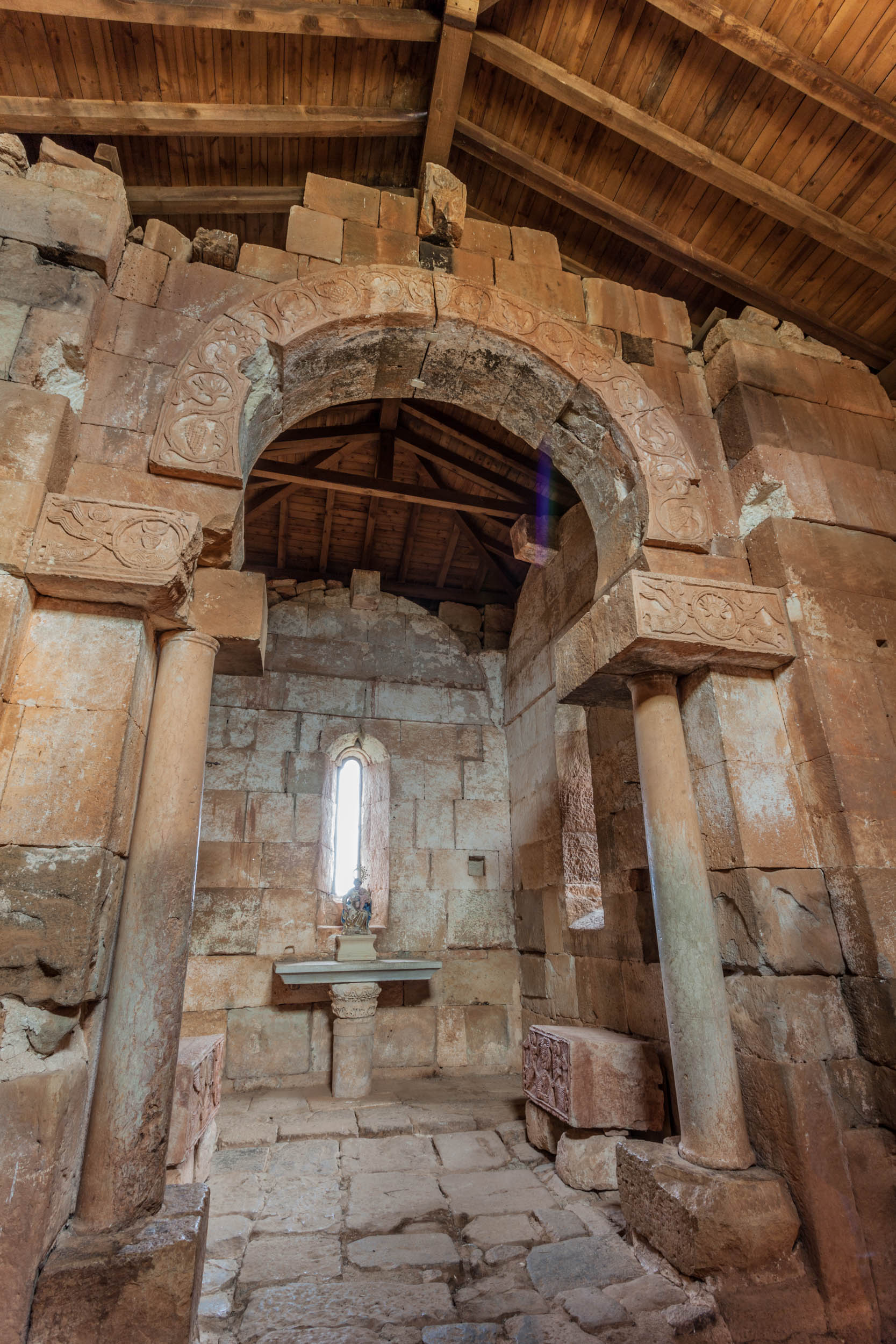
Église Sainte-Marie de Quintanilla de las Viñas.

L'arc outrepassé (appelé arc de ferradura en catalan et arco de herradura en espagnol) fut abondamment utilisé par l'architecture wisigothique en Espagne, dont il ne subsiste que de rustiques églises de campagne, datées de seconde moitié du VIIe siècle (de 660 à 700 de notre ère environ), les grandes églises urbaines de l'époque wisigothique étant aujourd'hui disparues.
Selon Xavier Barral I Altet, « cette série d'arcs en fer à cheval se serait développée d'abord sur des plans d'abside et n'aurait pas de rapport avec les arcs outrepassés plus tardifs du centre-nord de l'Espagne, d'influence musulmane ».
L'arc outrepassé est utilisé de plusieurs façons dans l'architecture wisigothique espagnole :
- abside sur plan en arc outrepassé :
  - église Santa María de Melque près de San Martín de Montalbán[11] ;
  - chapelle de São Frutuoso de Montélios (trois des quatre bras du plan en croix grecque traités comme des absides outrepassées)[12],[13] ;
  - basilique de Sant Cugat del Vallès[14] ;
  - basilique wisigothique construite au début du VIe siècle dans l'amphithéâtre de Tarragone[10].

- arc triomphal :
  - église Santa María de Melque ;
  - église San Pedro de la Nave ;
  - église Sainte-Marie de Quintanilla de las Viñas[15] ;
  - église Saint-Jean-Baptiste de Baños de Cerrato[16].

- arc du porche :
  - arc outrepassé daté de 661 au-dessus du porche de l'église Saint-Jean-Baptiste de Baños de Cerrato[17], près de Palencia.

- arcs de la nef :
  - chapelle de São Frutuoso de Montélios[18], église Saint-Jean-Baptiste de Baños de Cerrato[19], église Santa María de Melque[20] ;

- arcs de la croisée du transept :
  - église San Pedro de la Nave[21], église Santa Comba de Bande[22] ;

- frise d'arcs outrepassés :
  - chapelle de São Frutuoso de Montélios[23].

|  |  |  |

## Art mérovingien et carolingien (VIeauIXesiècle)

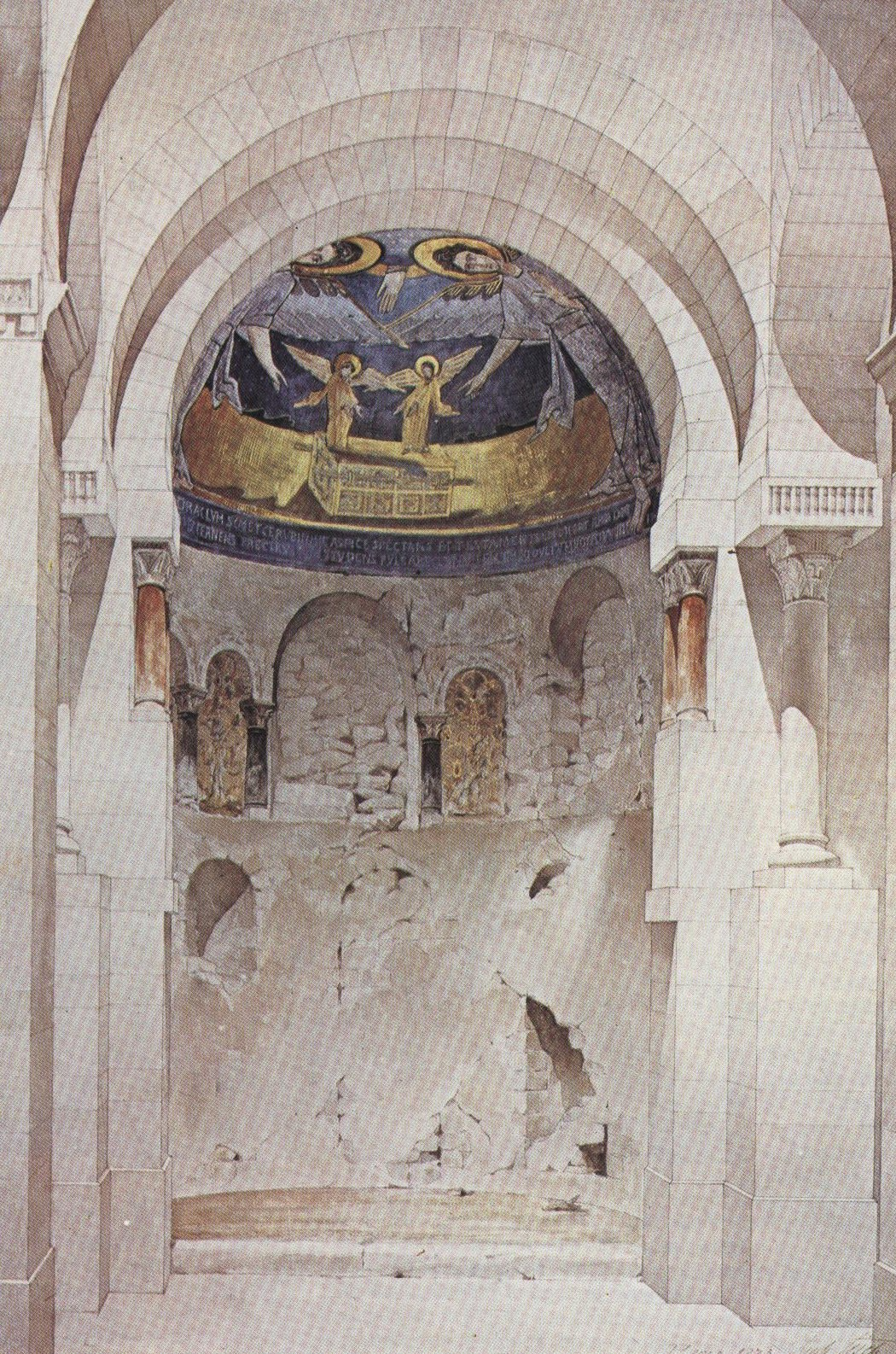
Oratoire carolingien de Germigny-des-Prés (relevé de l'abside par Juste Lisch, 1873).

L'arc outrepassé est représenté dans les enluminures mérovingiennes puis carolingiennes qui s'inspirent probablement des monuments de l'époque, dont il nous reste malheureusement très peu de vestiges.
On le retrouve également dans l'architecture carolingienne, comme à l'arc triomphal de l'oratoire carolingien de Germigny-des-Prés, construit par l'évêque Théodulf d'Orléans, d'origine wisigothique espagnole ou dans le plan de la petite abside carolingienne dégagée sous la cathédrale Notre-Dame de Tulle lors de fouilles archéologiques menées en 1989-1990.

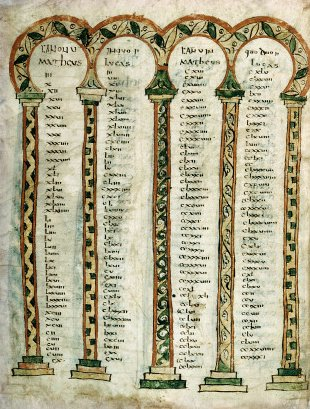
Les représentations d'arcs outrepassés sont omniprésentes dans les enluminures mérovingiennes.
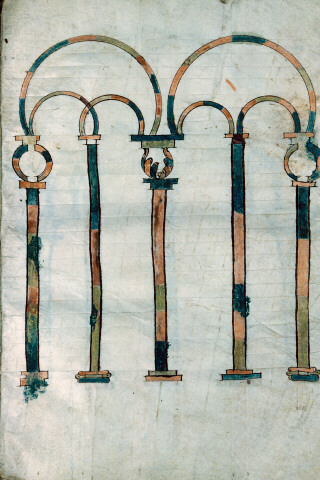
Dans l'architecture mérovingienne, les arcs outrepassés pouvaient être multiples, superposés ou entrecroisés.
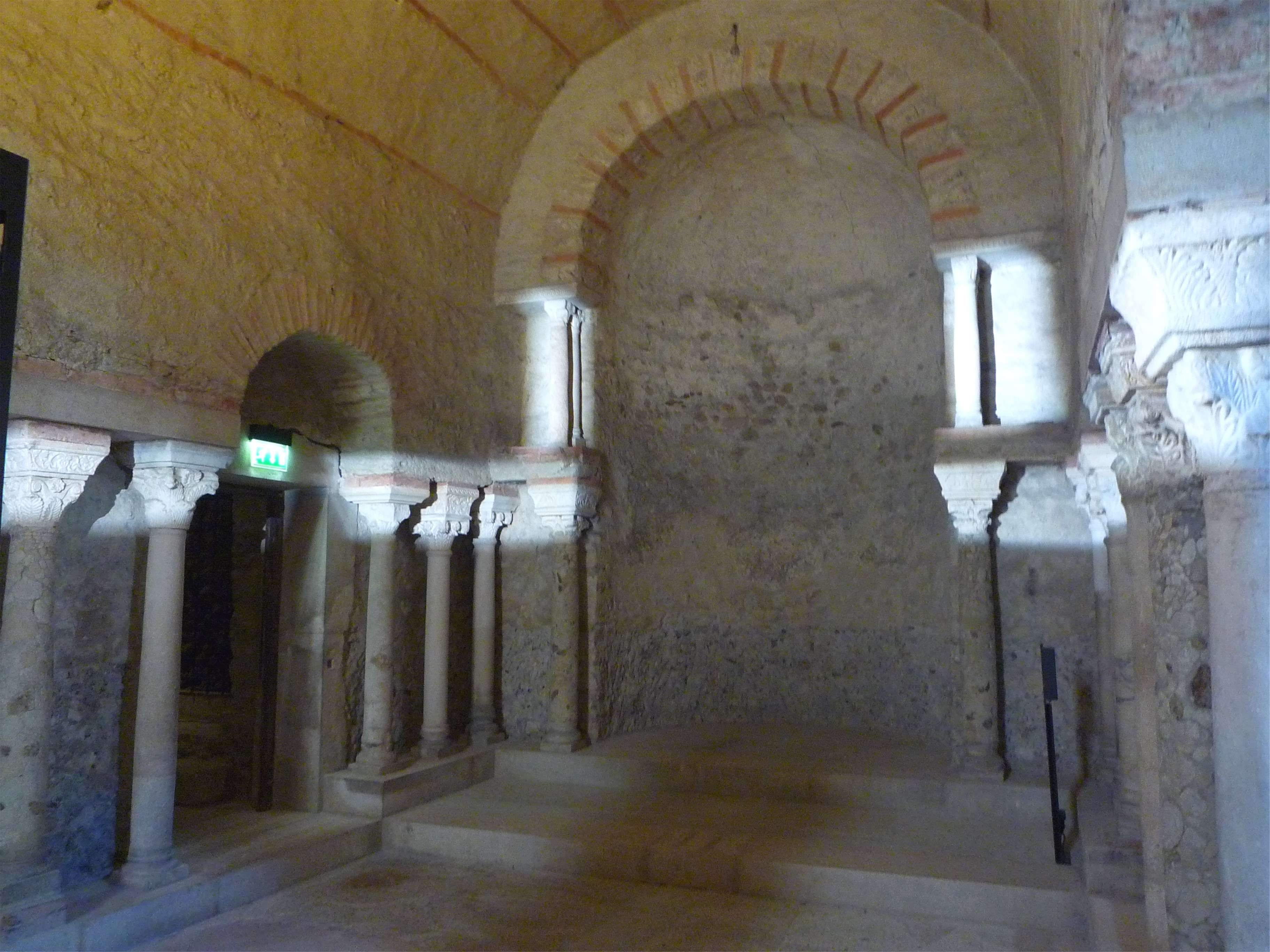
L'alternance de brique et pierre était aussi commune dans l'art mérovingien, comme ici dans la crypte Saint-Oyand de Grenoble).

## Architecture omeyyade d'Al-Andalus (au Xe siècle)

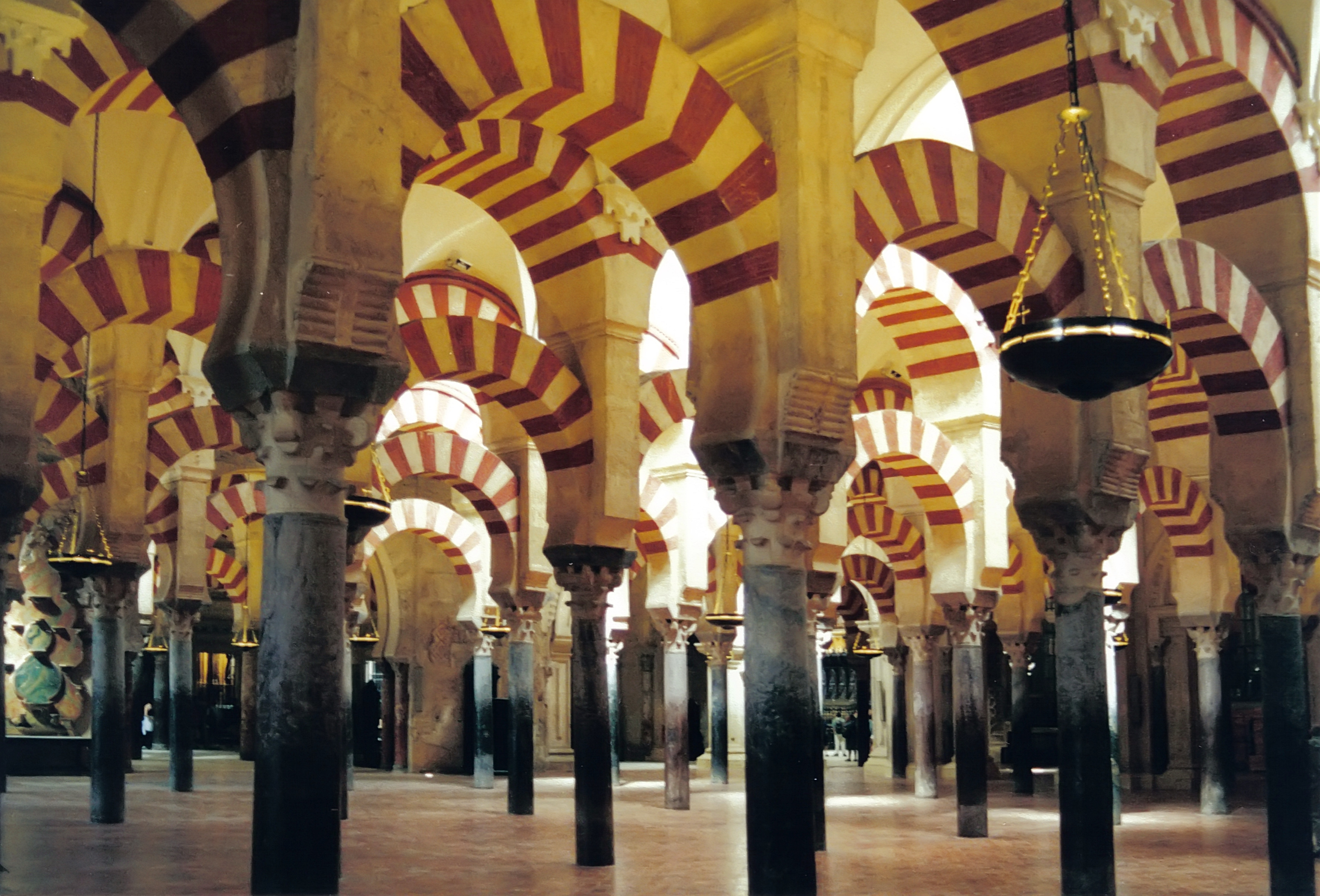
Salle de prière de la mosquée de Cordoue.

## Architecture omeyyade d'Al-Andalus (VIIIeauXesiècle)

### Origine de l'arc outrepassé omeyyade
L'arc outrepassé, comme on l'a dit plus haut, trouve son origine dans l'architecture de l'empire romain, et plus particulièrement dans l'architecture paléochrétienne.
Comme les mosquées des premiers temps de l'islam en Syrie étaient dans bien des cas des églises paléochrétiennes transformées ou divisées, l'arc outrepassé n'est pas inconnu dans l'architecture omeyyade du Proche-Orient, même s'il n'y est pas répandu : il n'apparaît en effet que de façon discrète dans la grande mosquée des Omeyyades de Damas,.
En revanche, cette forme d'arc était fréquente dans l'architecture wisigothique qui a précédé l'architecture omeyyade en Espagne : on peut donc supposer que l'arc outrepassé utilisé abondamment par l'architecture omeyyade d'Al-Andalus (émirat de Cordoue), résulte de « l'élaboration d'un héritage local, et non d'une importation syrienne ».

### Forme de l'arc outrepassé omeyyade
L'arc outrepassé atteint sa plus belle expression dans l'architecture omeyyade de l'émirat de Cordoue où il a pour caractéristiques :
- une forme souvent plus fermée que l'arc wisigothique (notamment à partir du Xe siècle) ;
- des claveaux alternés de couleur rouge et blanche (motif d'origine romaine et paléochrétienne) ;
- un encadrement rectangulaire nommé alfiz.

### Arcs outrepassés de la grande mosquée de Cordoue
Le plus bel exemple en est, bien entendu, la grande mosquée de Cordoue commencée en 785 par l'émir Abd-el-Rahman Ier dont la salle de prière est ornée de superbes arcatures ajourées présentant deux niveaux d'arcs aux claveaux blancs et rouges (brique et pierre) : les arcs inférieurs sont en fer à cheval, tandis que les arcs supérieurs, plus larges, sont en demi-cercle.
Cette mosquée a été construite à l'emplacement d'une ancienne grande basilique urbaine wisigothique, la basilique San-Vicente, qui a été peu à peu transformée puis remplacée par la mosquée. Il est donc très probable que ces arcs reprennent au début ceux de l'ancienne basilique : les colonnes de marbre sont d'ailleurs toutes des spolia provenant de l'ancienne basilique et d'autres monuments de la ville. Les premières phases de construction de la mosquée sont assez sobres. L'agrandissement d'Al-Hakam II au Xe siècle est de loin le plus somptueux, les arcs prennent un développement plus complexe et ornemental, et intègrent de riches motifs décoratifs d'inspiration byzantine.
L'arc outrepassé orne également en abondance les portes de la mosquée. Le plus ancien exemplaire orne la porte dite Bâb-al-Wuzara ou porte des ministres de 785, qui est encore simple et sobre mais est le modèle de toutes les autres portes de la mosquée, qui deviennent beaucoup plus raffinées au Xe siècle. On en trouve également comme ornement au niveau des arcatures aveugles qui surmontent les portes, constituées d'arcs outrepassés entrecroisés ou non.

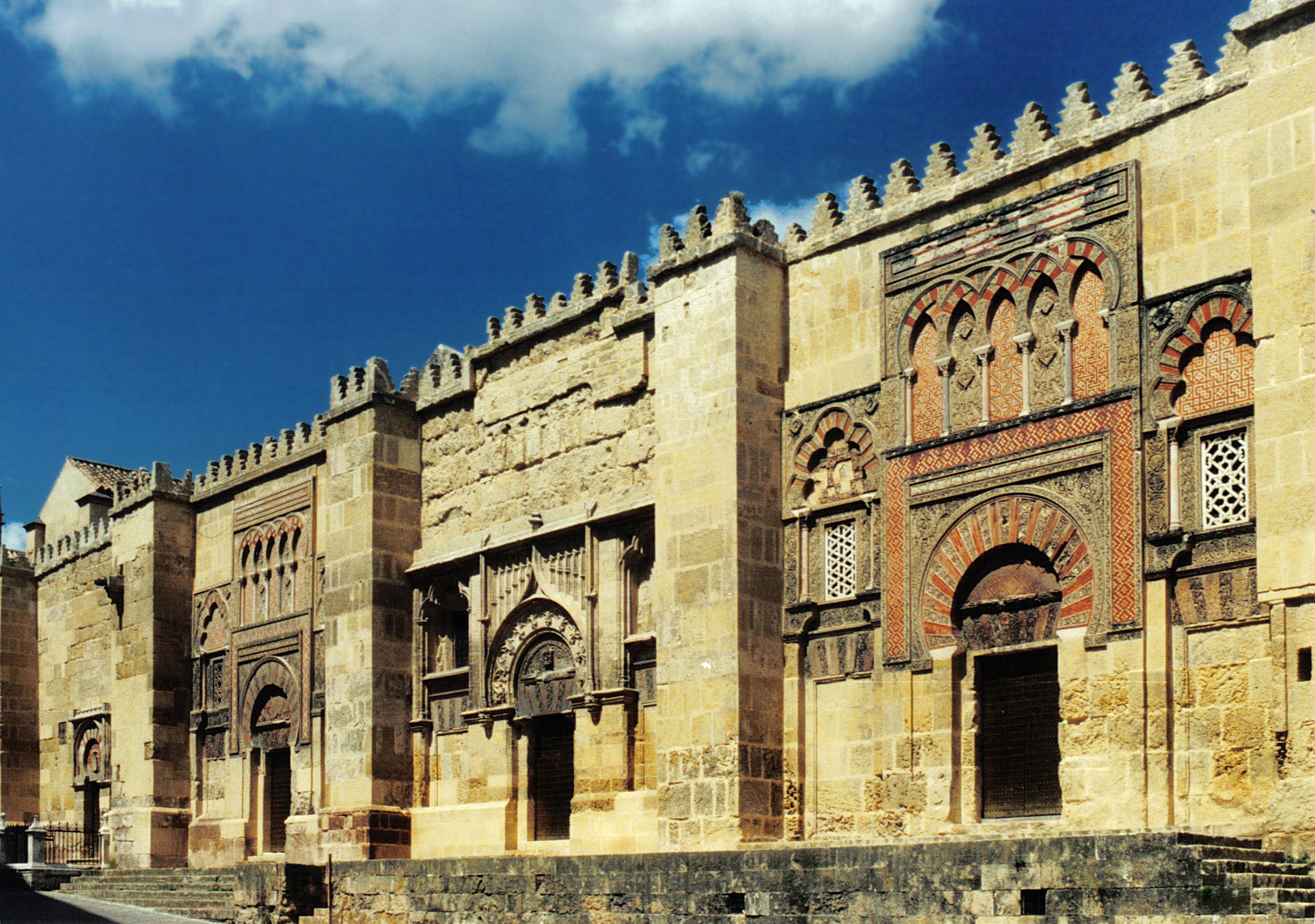
Façade de la mosquée de Cordoue.
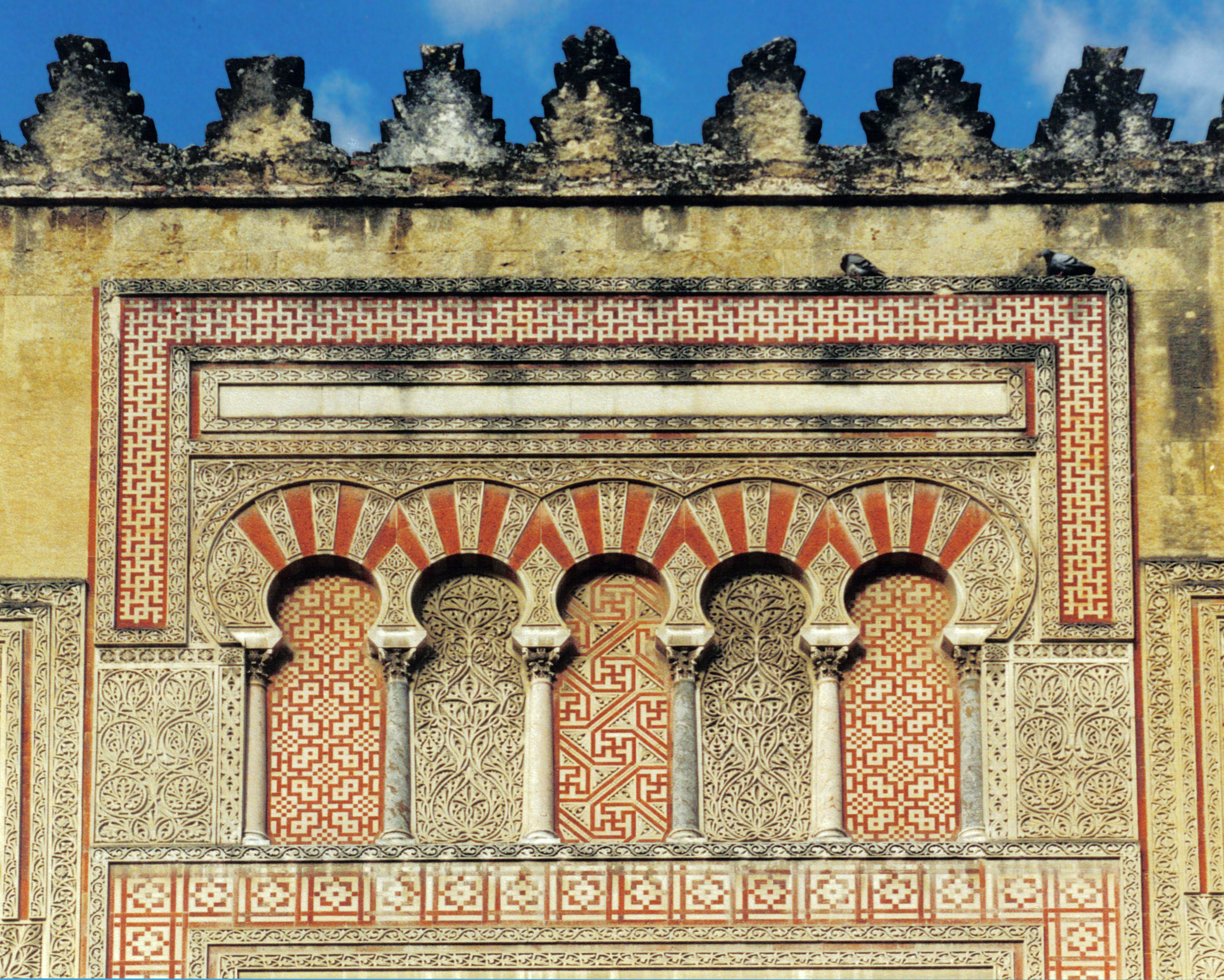
Arcature d'arcs outrepassés.
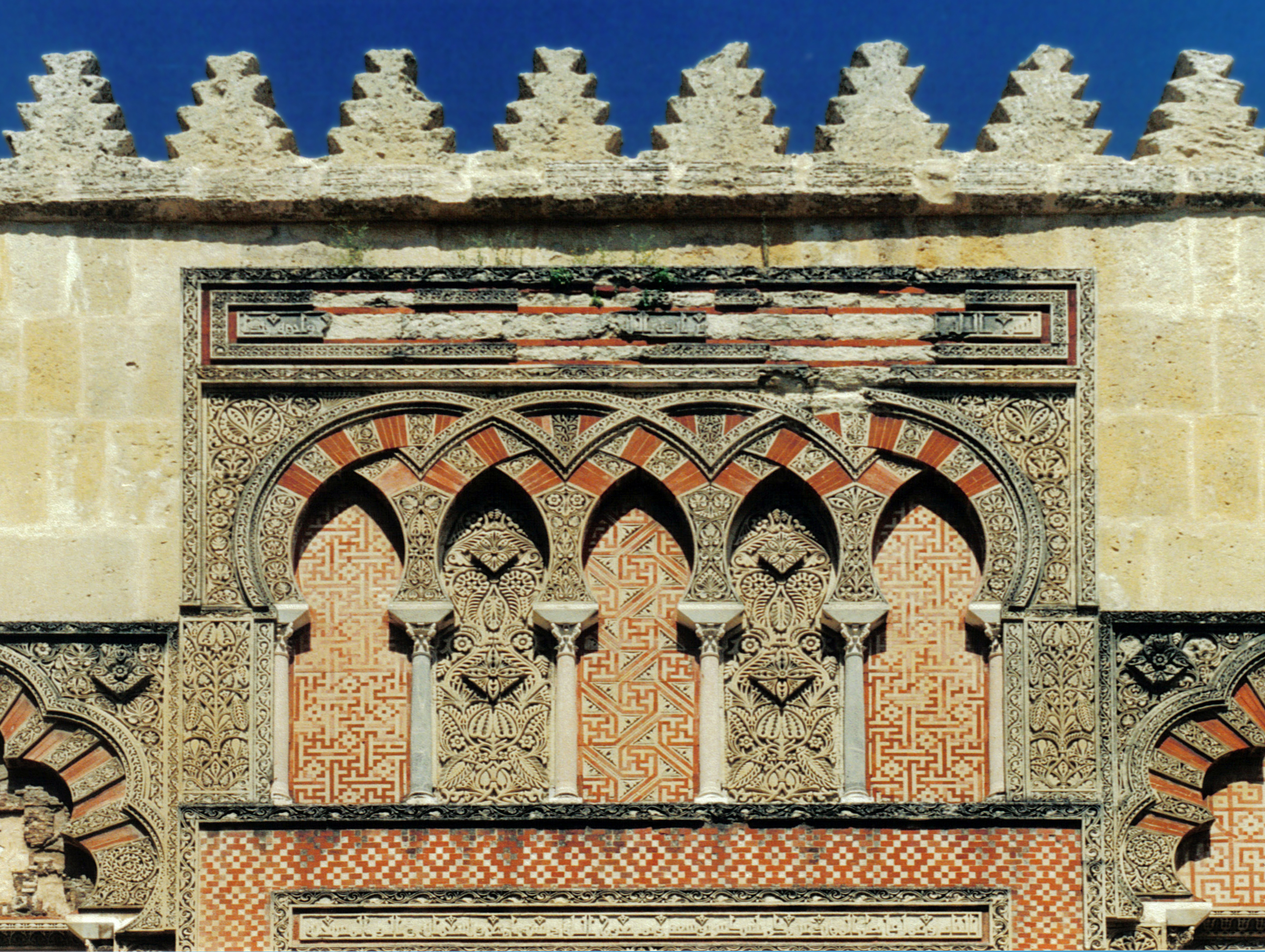
Arcature d'arcs outrepassés entrecroisés.

### Autres édifices omeyyades

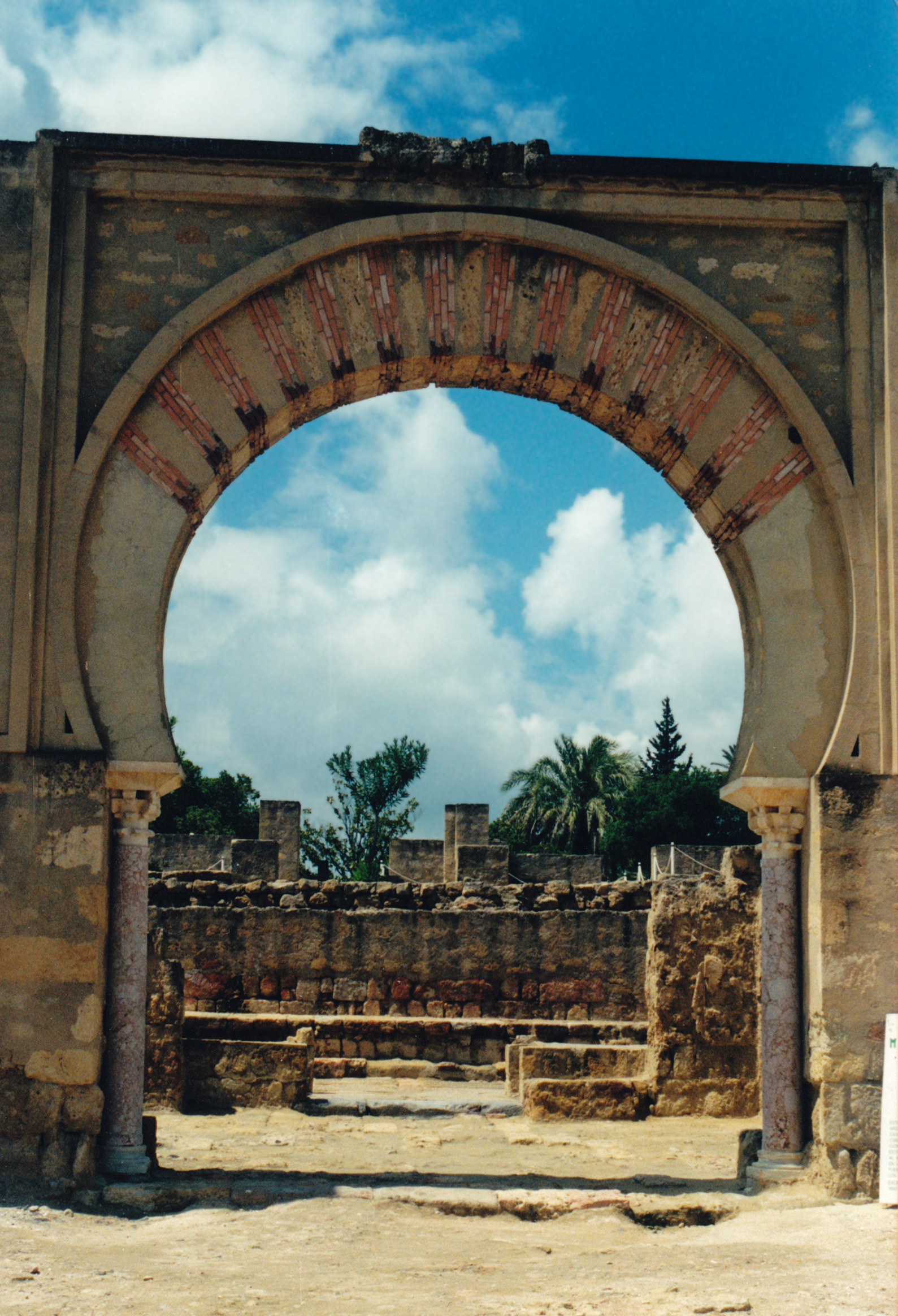
Bab al-Sudda.

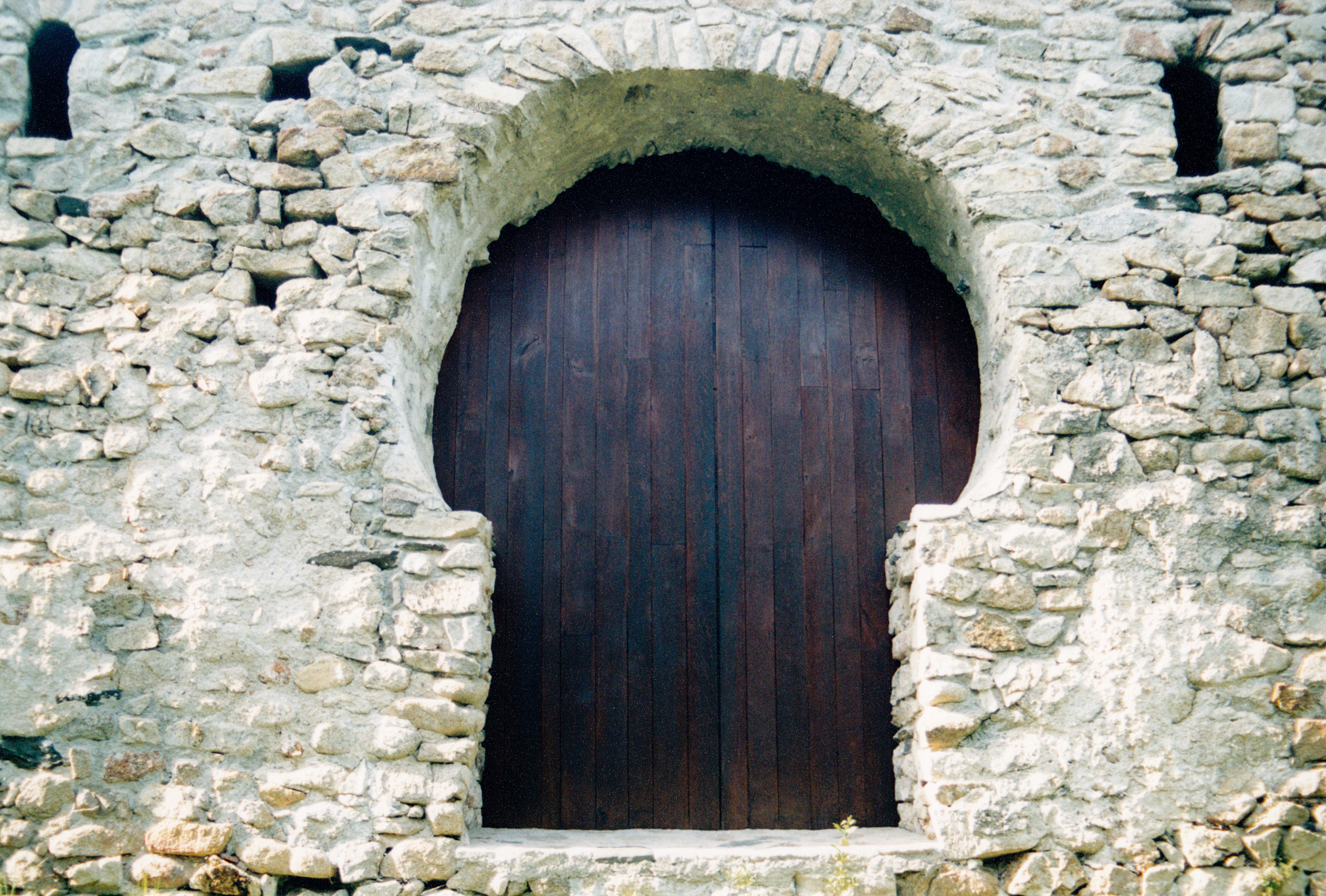
Chapelle Saint-Michel de Sournia.

L'arc outrepassé est omniprésent dans l'architecture omeyyade, dont il est un des éléments les plus marquants, et il orne de nombreux autres édifices omeyyades, tant de l'époque de l'émirat de Cordoue que du califat de Cordoue :
- Madinat Azahra : 
  - Dar al-Wuzara (maison des ministres)
  - Salón Rico (salle d'Abd-el-Rahman III)
  - Bab al-Sudda (arcade de l'Alcazar)
  - aqueduc à arcs outrepassés[31]…
- Minaret de San José à Grenade
- Porte d'Alcántara à Tolède[32]…

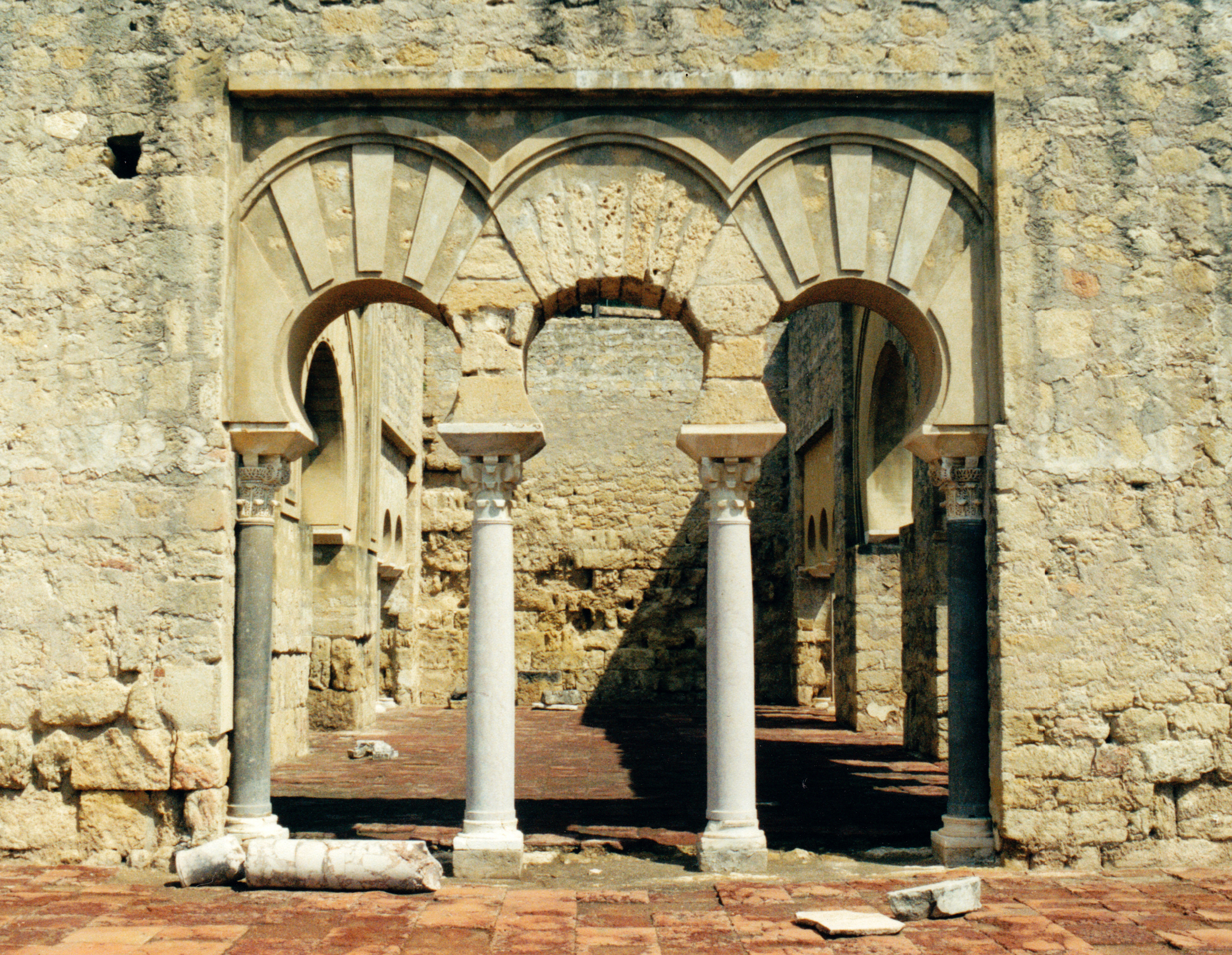
Medina Al-Zahra : Dar al-Wuzara.
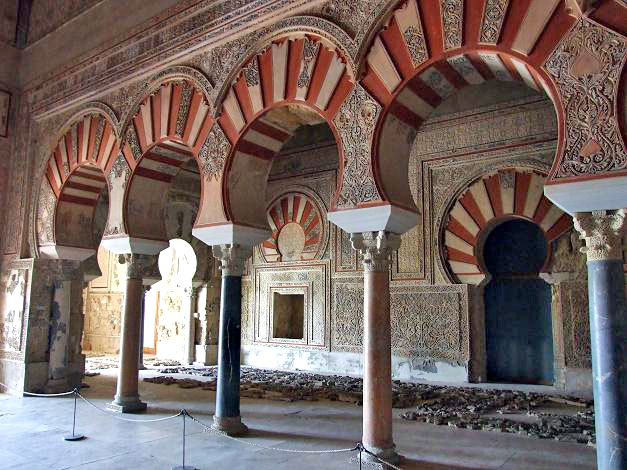
Medina Al-Zahra : Salón Rico.
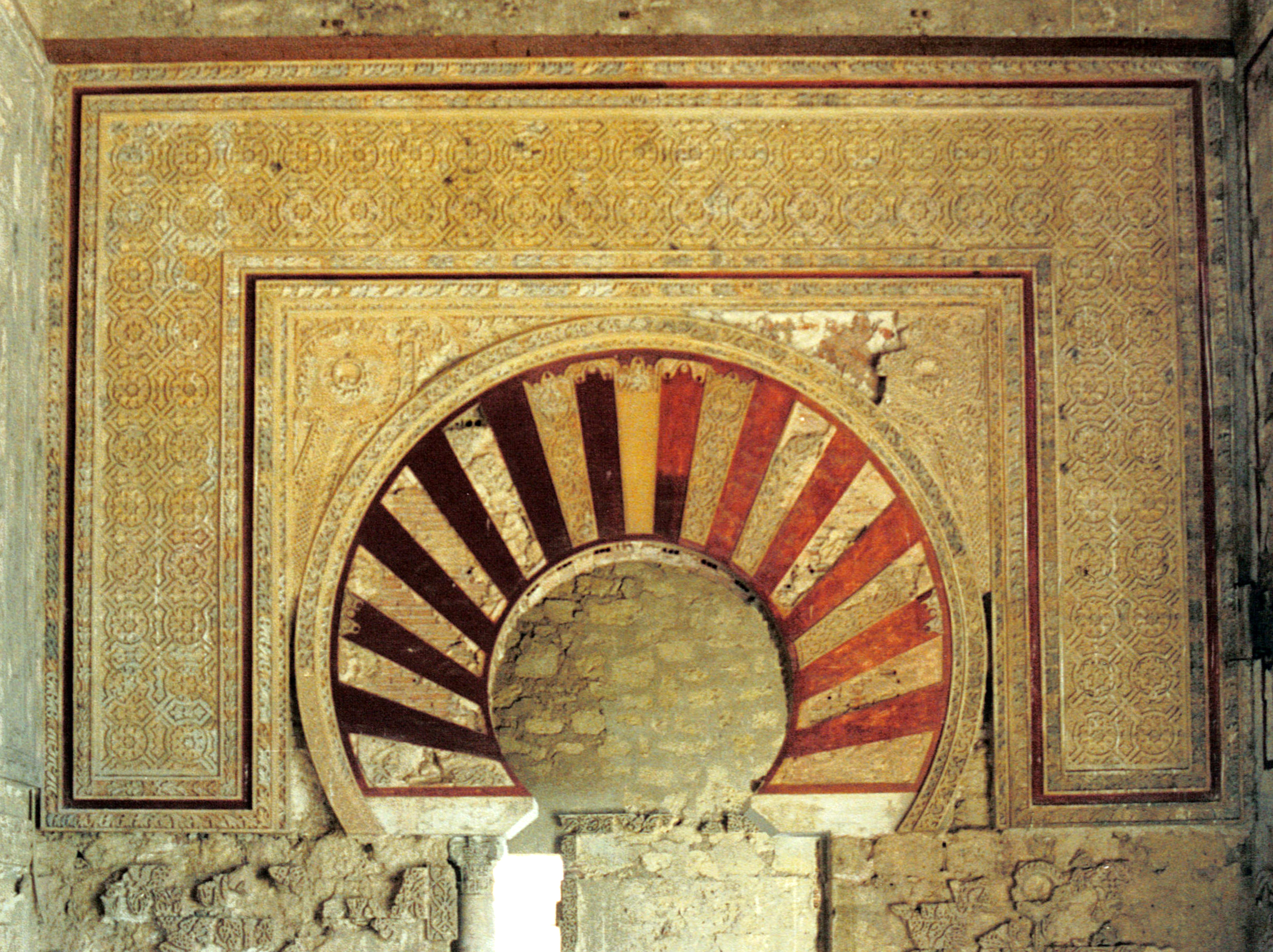
Medina Al-Zahra : Salón Rico.

Toutes les formes d'architecture hispano-mauresque qui succéderont à l'architecture omeyyade lui emprunteront ce type d'arc, de même que l'architecture chrétienne mozarabe.

## Architecture préromane de tradition wisigothique (IXeetXesiècles)
L'arc outrepassé est omniprésent dans l'architecture préromane de tradition wisigothique des IXe et Xe siècles qui perpétue l'architecture wisigothique en Catalogne et en Septimanie (Roussillon et Languedoc) : rappelons que le Roussillon et le Languedoc ont fait partie intégrante du royaume wisigothique de Toulouse (419-507) et du royaume wisigothique de Tolède (507-711),,.
On l'y retrouve sous des formes variées :
- arc triomphal outrepassé : chapelle Saint-Georges de Lunas, chapelle Saint-Laurent de Moussan[36], église Saint-Martin de Saint-Martin-des-Puits[37], chapelle Saint-Michel de Sournia (Sant Miquel de Sornia), chapelle Saint-Martin de Fenollar[38],[39], chapelle Saint-Jérôme d'Argelès, église Saint-Ferréol de la Pava, église Saint-Michel de Riunoguès, église Saint-Saturnin de Montauriol, église Saint-Cyr de Pedret, Santa Julia de Boada ;

- abside ou absidioles de plan outrepassé : chapelle Saint-Michel de Sournia, église Saint-Saturnin de Montauriol, Sant Quirze de Pedret, Santa Maria de Bell-Lloc d'Aro ;

- portail outrepassé : chapelle Saint-Michel de Sournia, abbaye Saint-Michel de Cuxa ;

- voûte outrepassée et/ou arc doubleau outrepassé : chapelle Saint-Martin de Fenollar, église Sainte-Marie de La Cluse-Haute, église Saint-Michel de Riunoguès, église Saint-Saturnin de Montauriol ;

- arcs de la nef : abbaye Saint-Michel de Cuxa (grands arcs outrepassés séparant nef et collatéraux, retaillés au XVIe siècle[40]).

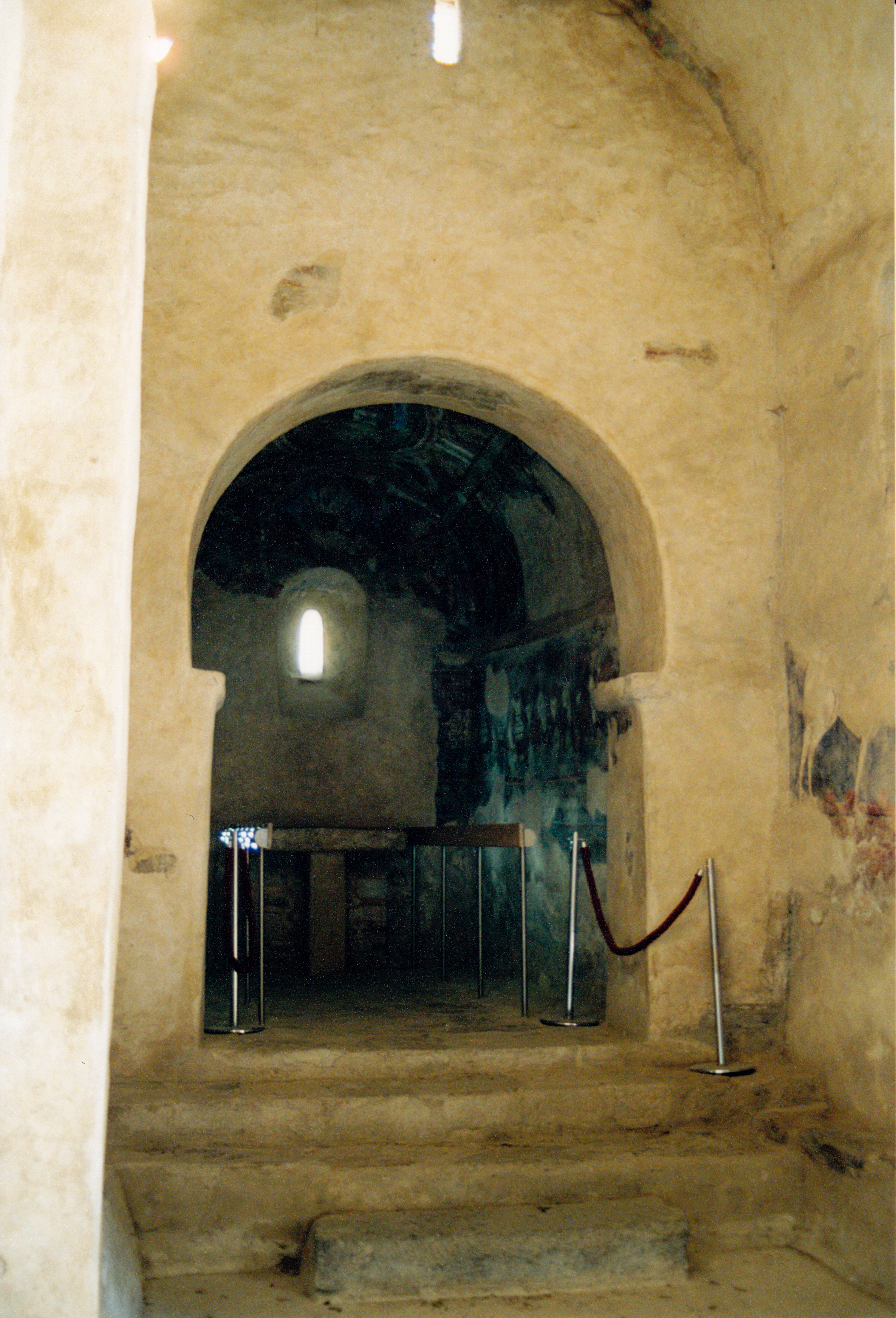
Chapelle Saint-Martin de Fenollar.
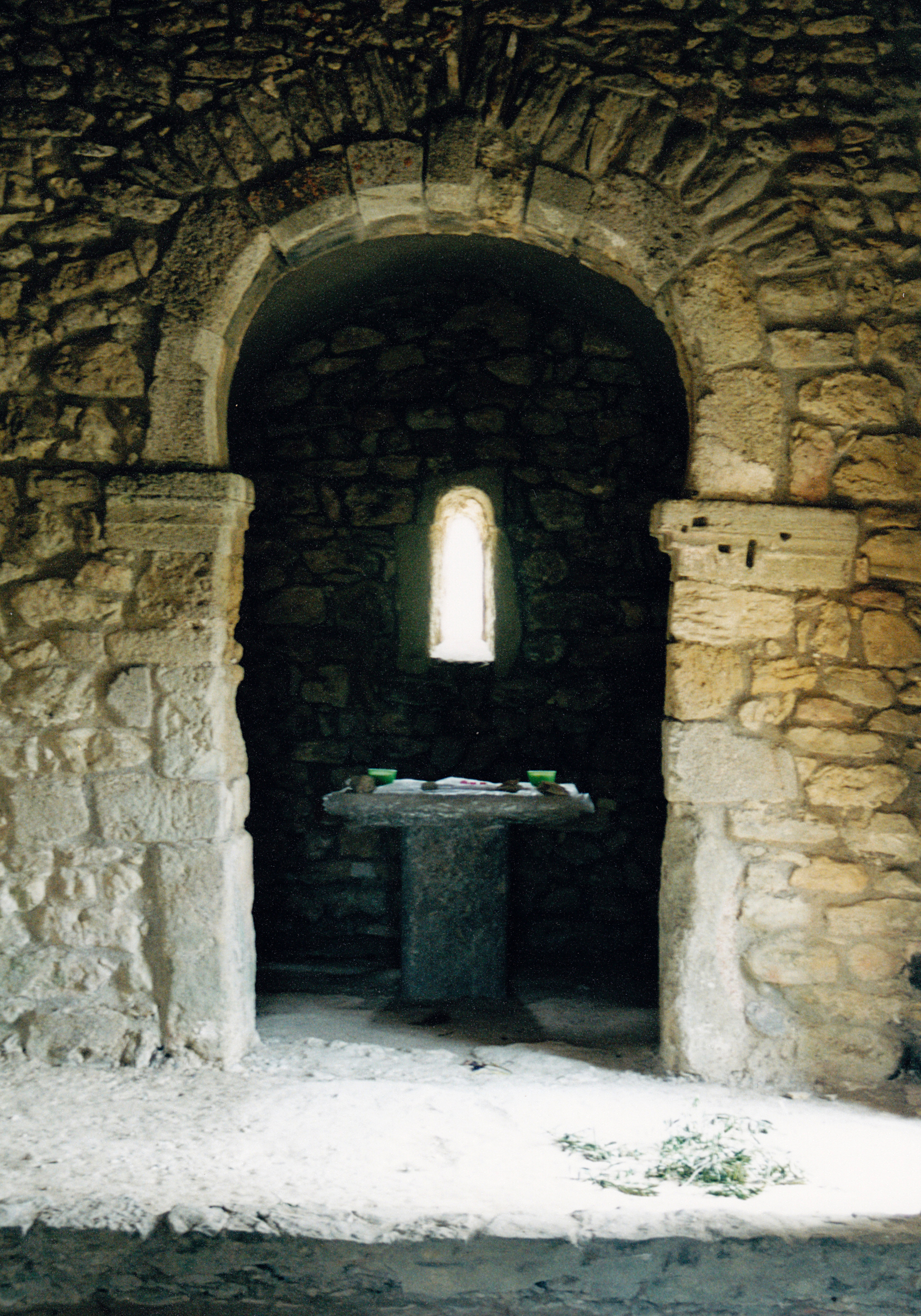
Chapelle Saint-Laurent de Moussan.
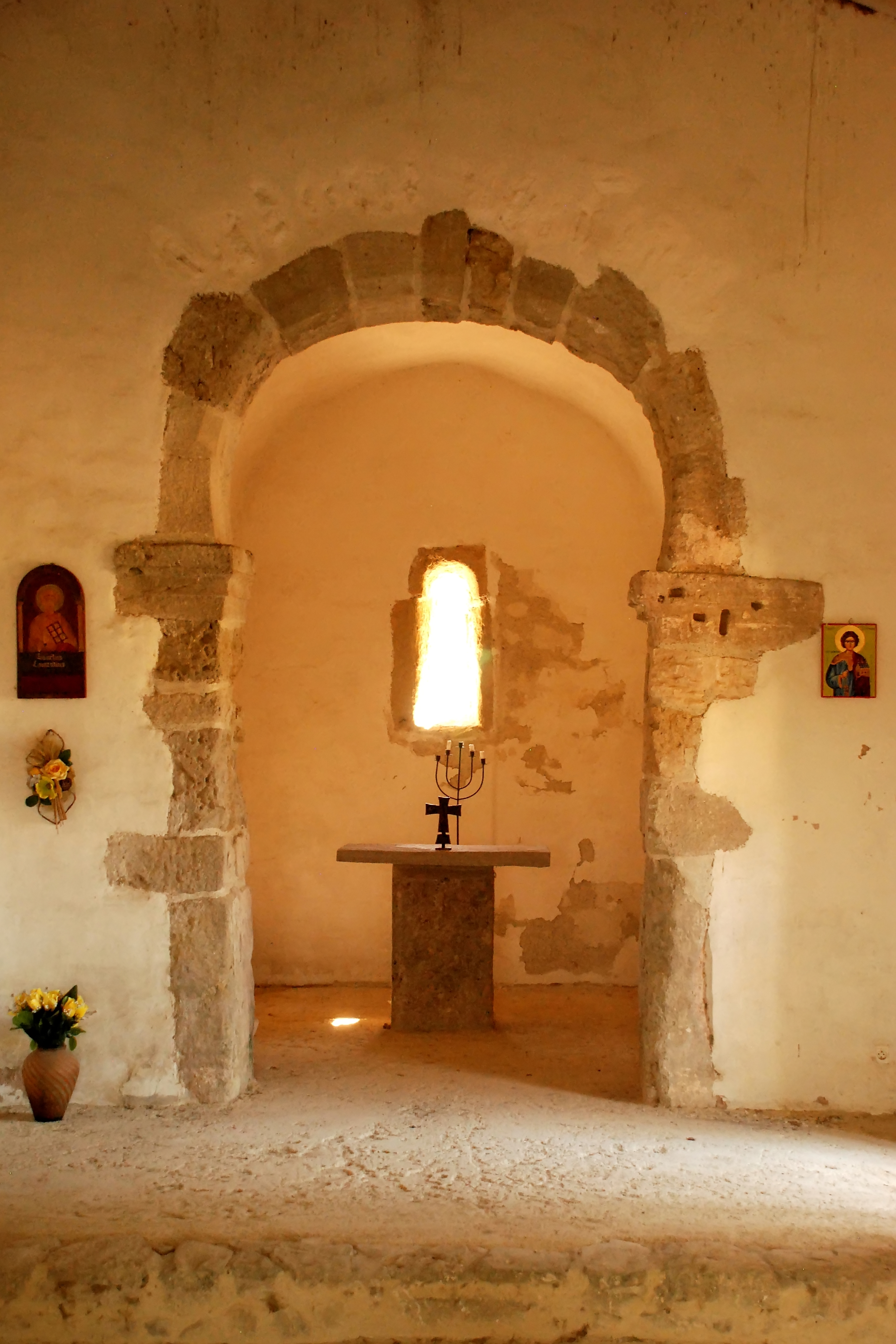
Chapelle Saint-Laurent de Moussan après restauration.
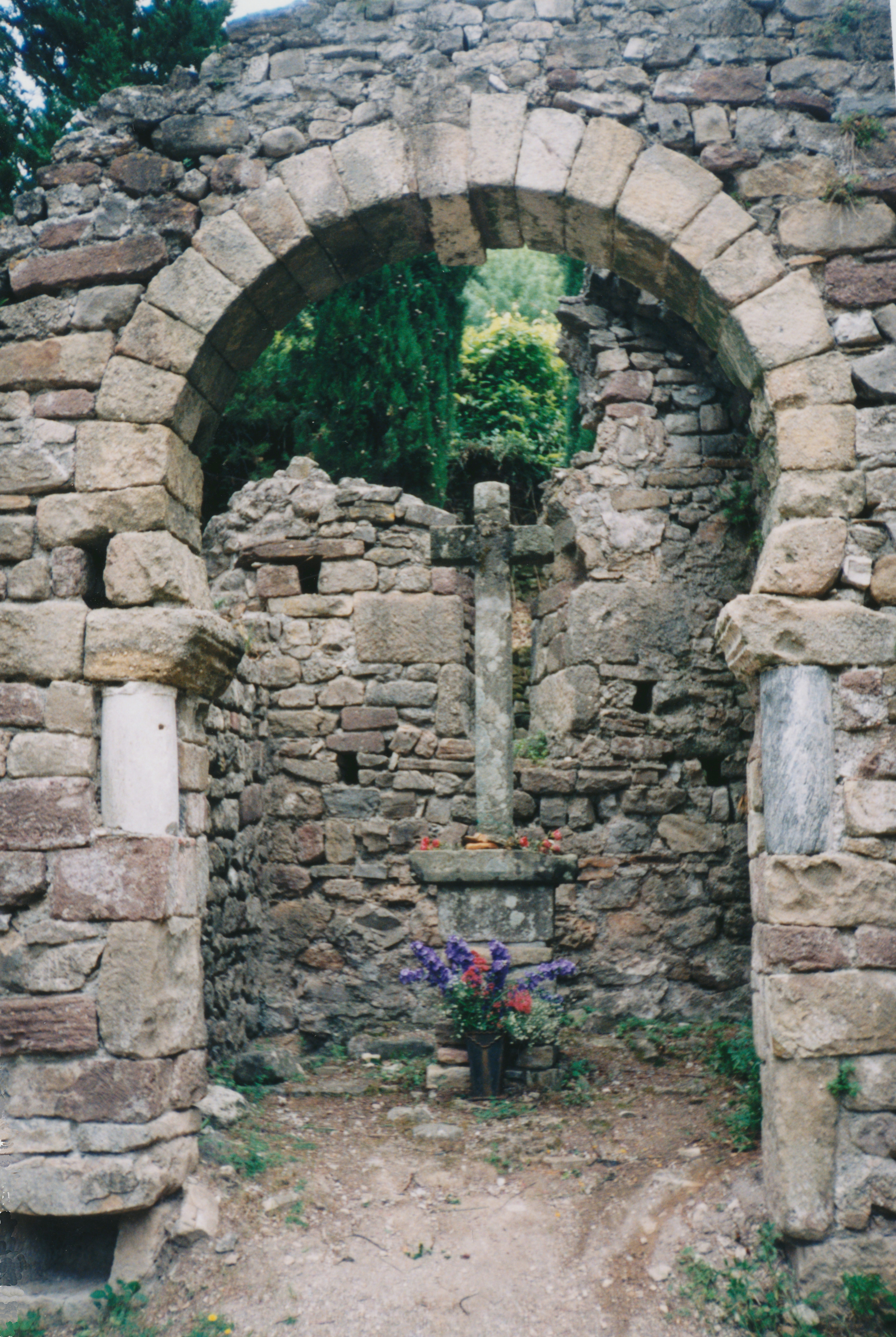
Chapelle Saint-Georges de Lunas.

## Architecture chrétienne mozarabe (Xesiècle)

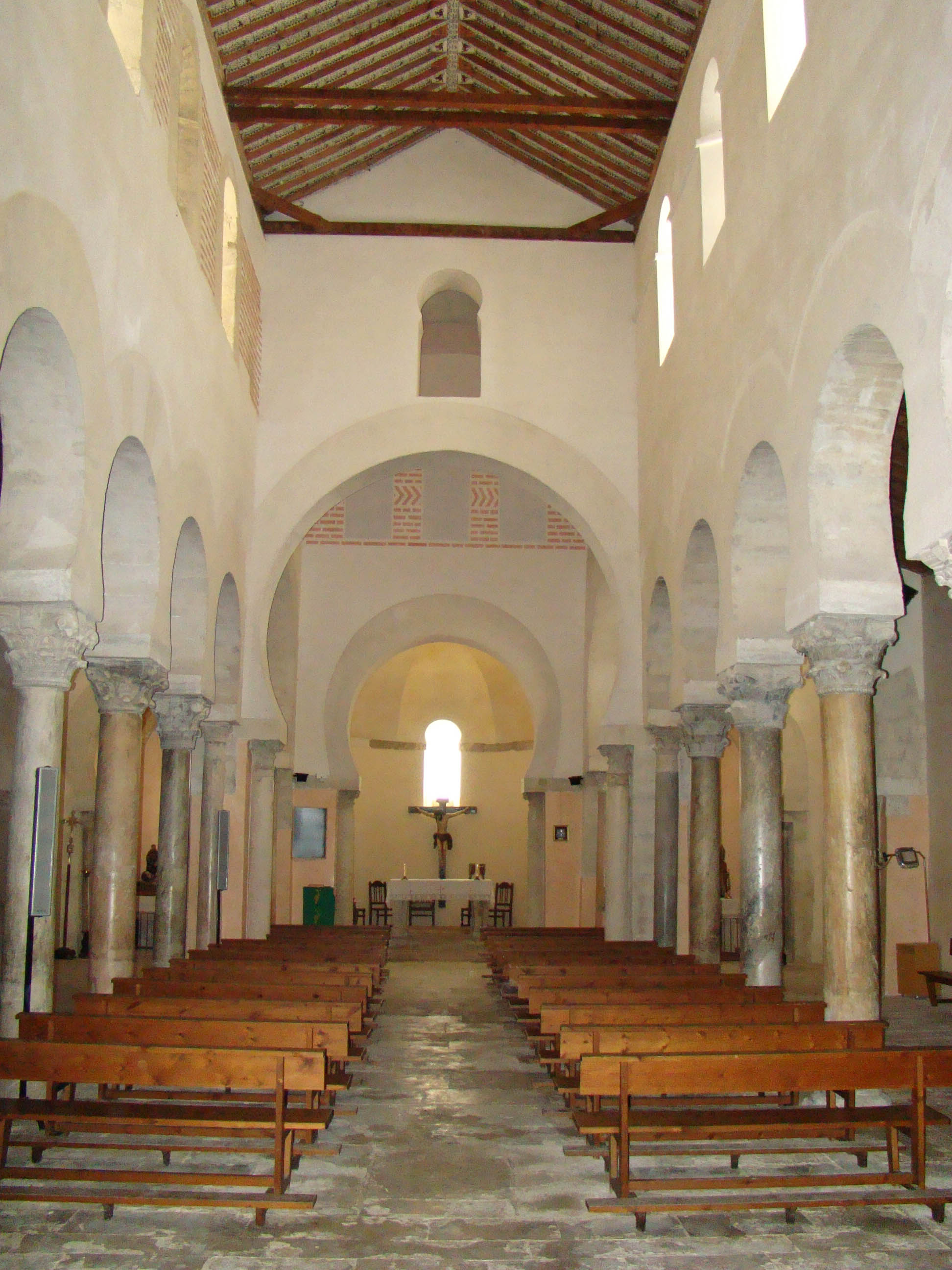
San Cebrián de Mazote.

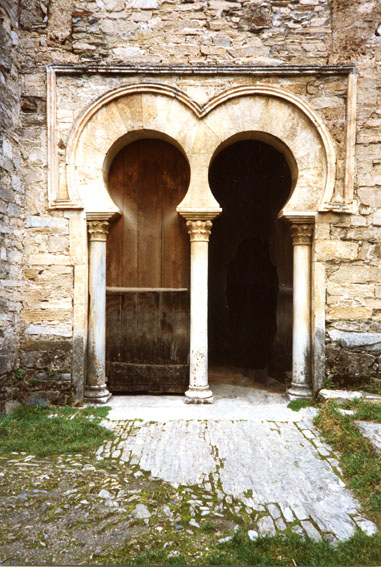
Saint-Jacques de Peñalba.

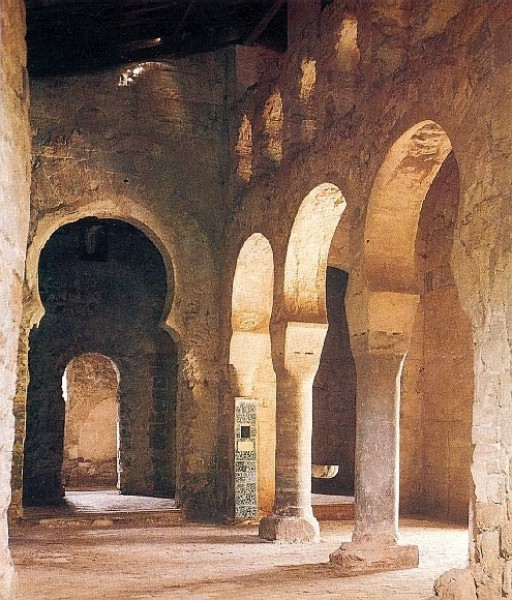
San Millán de la Cogolla.

Le mot « mozarabe » dérive de l'arabe must'aribûn, chrétiens arabisés.
L'architecture chrétienne dite « mozarabe » ou « art de repeuplement » était une architecture chrétienne héritière à la fois de l'architecture wisigothique et de l'architecture omeyyade de l'émirat de Cordoue.
Elle utilisa donc à double titre l'arc outrepassé : mais ses arcs outrepassés sont clairement de tradition cordouanne, plus fermés et cintrés que les arcs de tradition wisigothique.
Ici aussi, l'arc outrepassé trouve des applications multiples :
- abside ou absidioles de plan outrepassé : 
  - église Saint-Michel d'Escalada[43],[44],[45] ;
  - San Cebrián de Mazote[46] ;
  - ermitage San Miguel de Celanova[47] ;
  - église de Bobastro[44],[48] ;

- arc triomphal : 
  - San Cebrián de Mazote[49] ;
  - ermitage San Baudelio de Berlanga[50] ;

- arcs de la voûte : 
  - ermitage San Baudelio de Berlanga[51] ;

- galerie porche constituée d'arcs outrepassés : 
  - église Saint-Michel d'Escalada[49],[44] ;

- arcs de la nef : 
  - église Sainte-Marie de Lebeña[52],[53] ;
  - église Saint-Michel d'Escalada[46],[54] ;
  - San Cebrián de Mazote[46] ;
  - église de Bobastro[48] ;
  - ermitage de San Baudelio de Berlanga (arcs portant la tribune)[55] ;
  - monastères de San Millán de la Cogolla[56] ;

- porte ou portail outrepassé : 
  - ermitage San Miguel de Celanova (arc outrepassé avec arc outrepassé inscrit)[57] ;
  - église Saint-Jacques de Peñalba[58] ;
  - ermitage San Baudelio de Berlanga ;

- fenêtre outrepassée :
  - église Saint-Michel d'Escalada[54] ;
  - ermitage San Miguel de Celanova[59],[60].

|  |  |  |

## Architecture des royaumes de taïfa (XIesiècle)

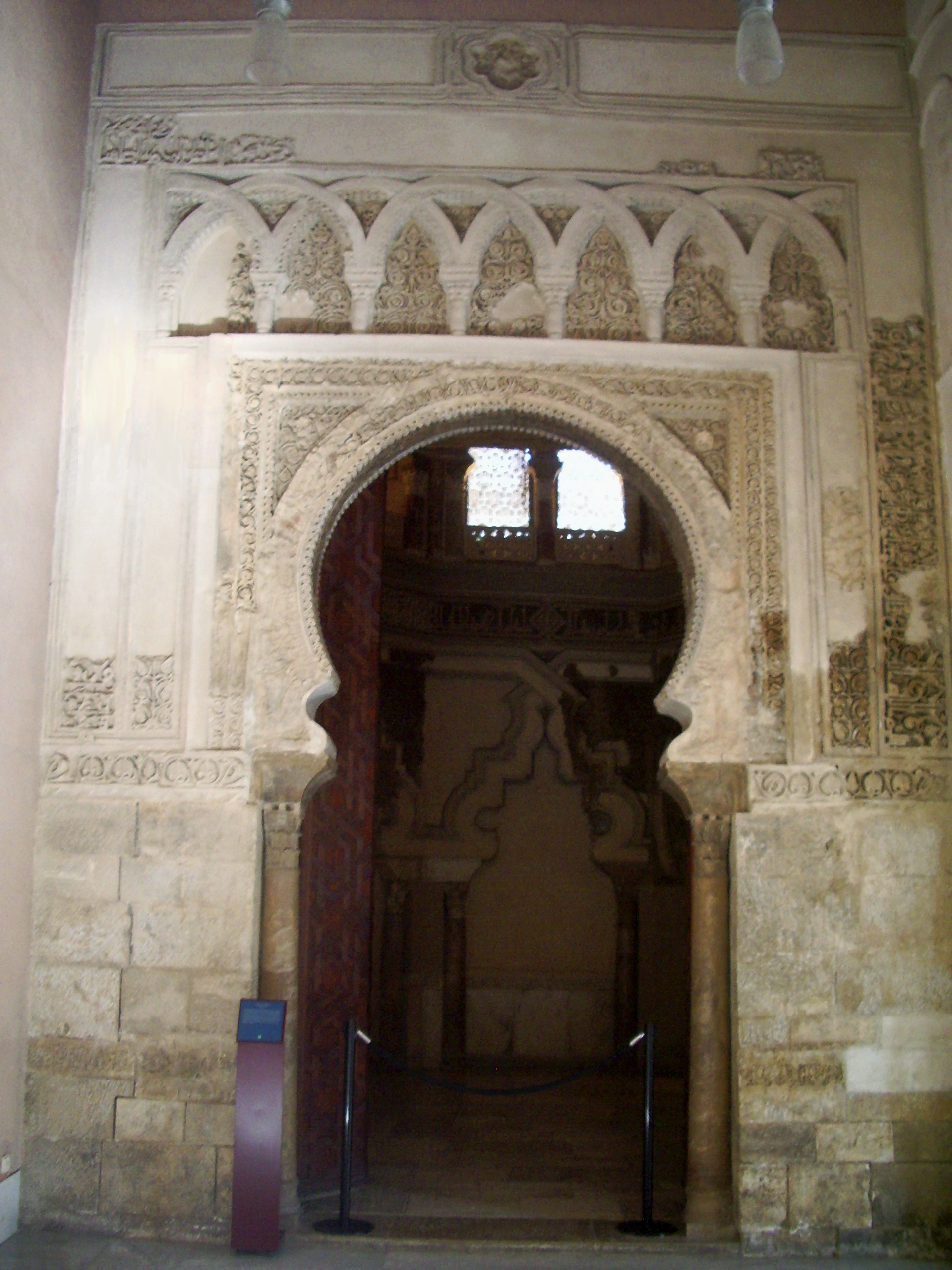
Porte donnant accès à la mosquée de l'Aljaferia.

L'arc outrepassé fut utilisé par l'architecture des royaumes de taïfa, qui succède au XIe siècle à l'architecture omeyyade.
Il orne par exemple la porte donnant accès à la mosquée de l'Aljaferia de Saragosse ainsi qu'un des accès au Salon Doré.
Il y connut par ailleurs une évolution spécifique : l'arc outrepassé brisé, apparu à l'Aljaferia de Saragosse entre 1065 et 1081.

## Art roman (XIeetXIIesiècles)
À l'époque romane, les régions constitutives de l'ancienne Septimanie, à savoir le Roussillon et Languedoc, continuent d'être caractérisées par l'utilisation de l'arc outrepassé hérité de la tradition wisigothique (avec une possible influence califale).

### Sculpture romane duXIesiècle

#### Devants d'autel, linteaux
On trouve à Saint-Génis-des-Fontaines et à Saint-André-de-Sorède (en Roussillon) deux bas-reliefs romans du début du XIe siècle qui représentent le Christ en gloire encadré de personnages logés chacun sous un arc outrepassé. Initialement, chacun de ces bas-reliefs constituait probablement un devant d'autel, réemployé ultérieurement comme linteau au niveau du portail.

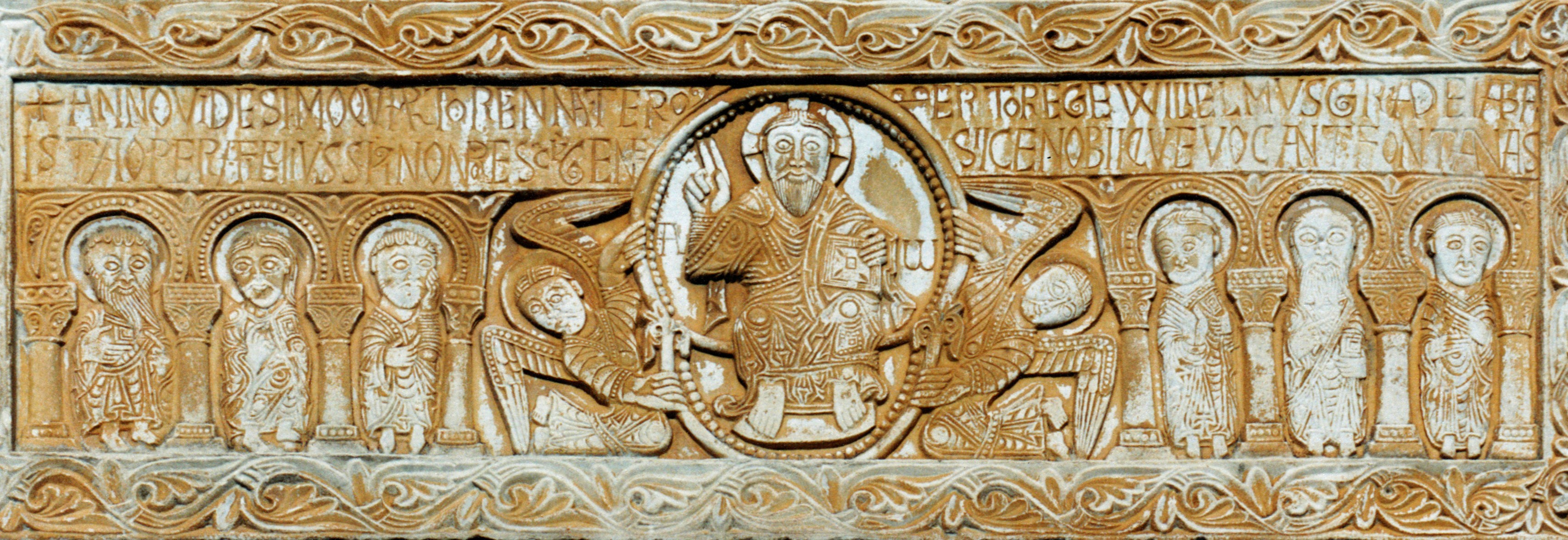
Linteau de l'abbaye de Saint-Génis-des-Fontaines.

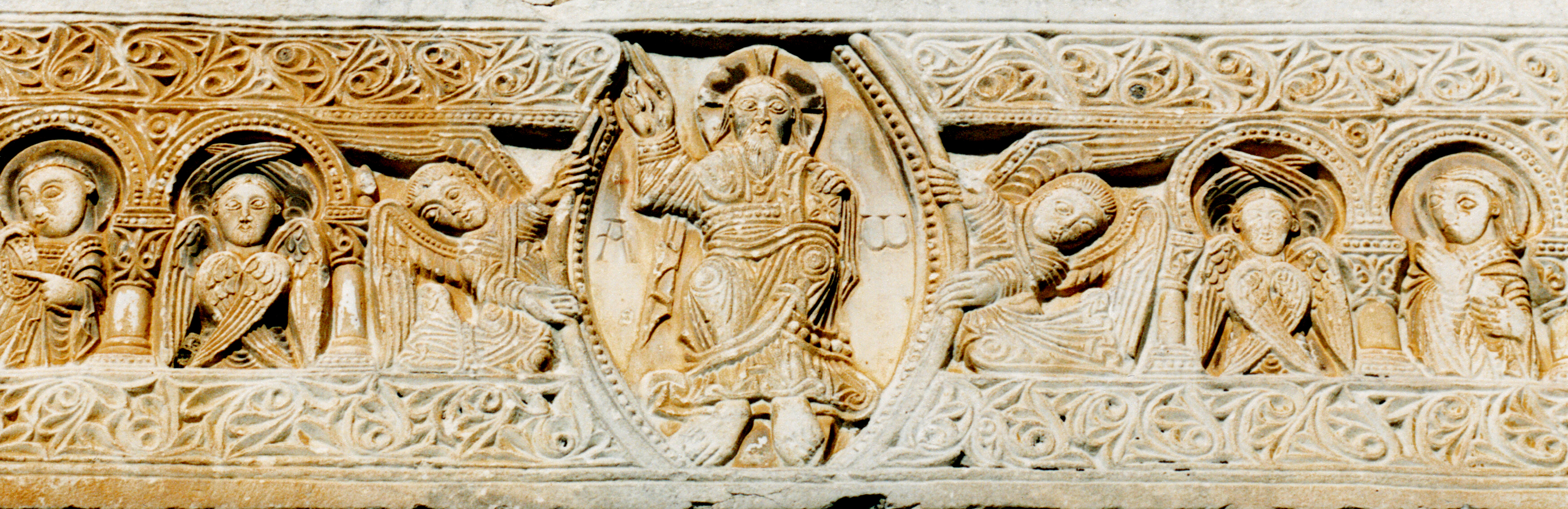
Linteau de Saint-André-de-Sorède.

#### Autels à lobes languedociens
On trouve en Languedoc plusieurs tables d'autel dont le pourtour est orné d'arcs outrepassés : ces autels sont appelés « autels à lobes languedociens ».
L'église Sainte-Marie de Quarante contient deux autels à lobes du XIe siècle : le maître-autel avec sa décoration raffinée est un des plus beaux autels à lobes languedociens.

### Architecture romane duXIIesiècle
L'arc outrepassé a été utilisé très occasionnellement par l'architecture romane.
On le retrouve par exemple au portail de la chapelle Saint-Nazaire de Roujan et à celui de la chapelle Saint-Hippolyte de Loupian en Languedoc, surmontant un arc festonné.

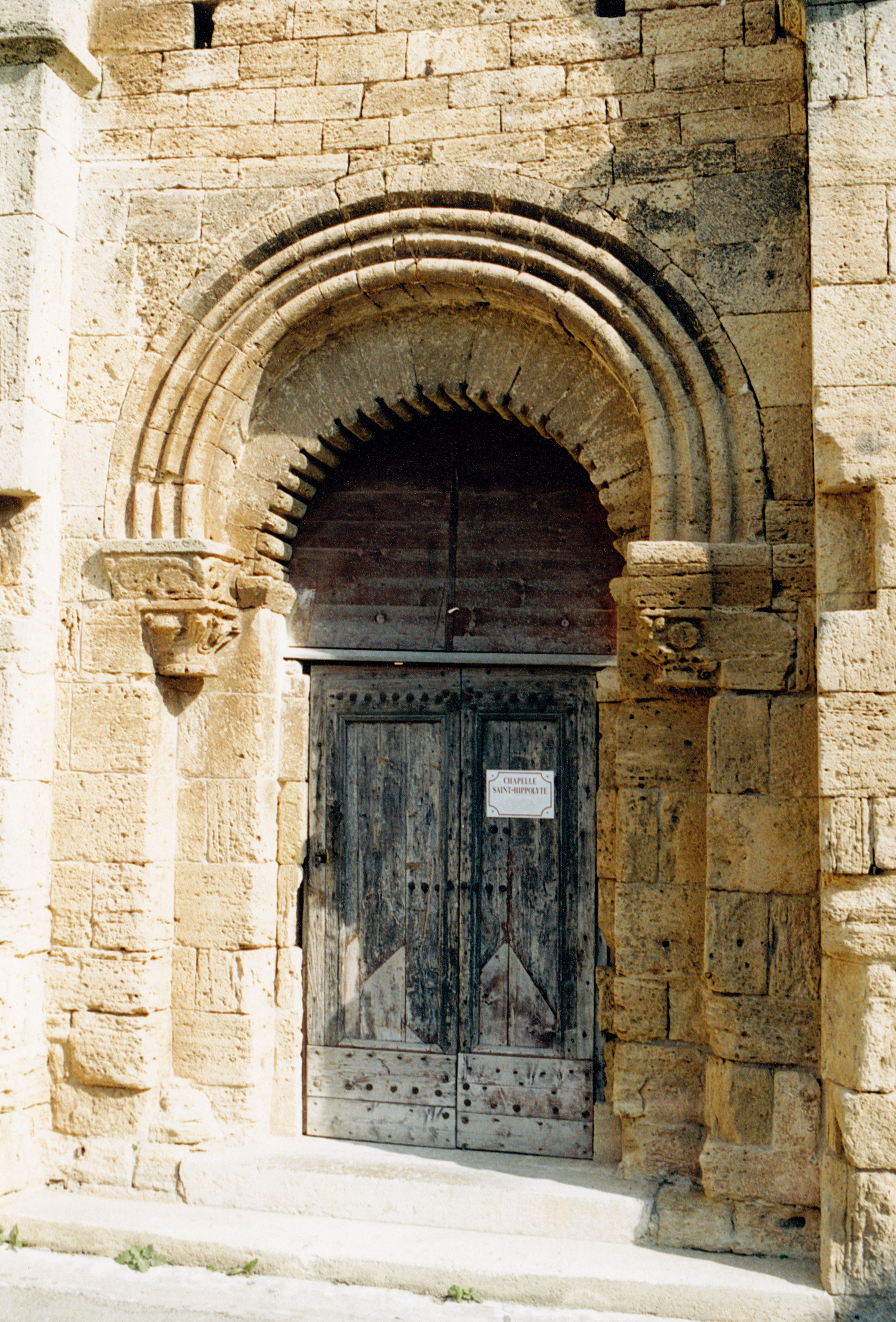
Chapelle Saint-Hippolyte de Loupian.
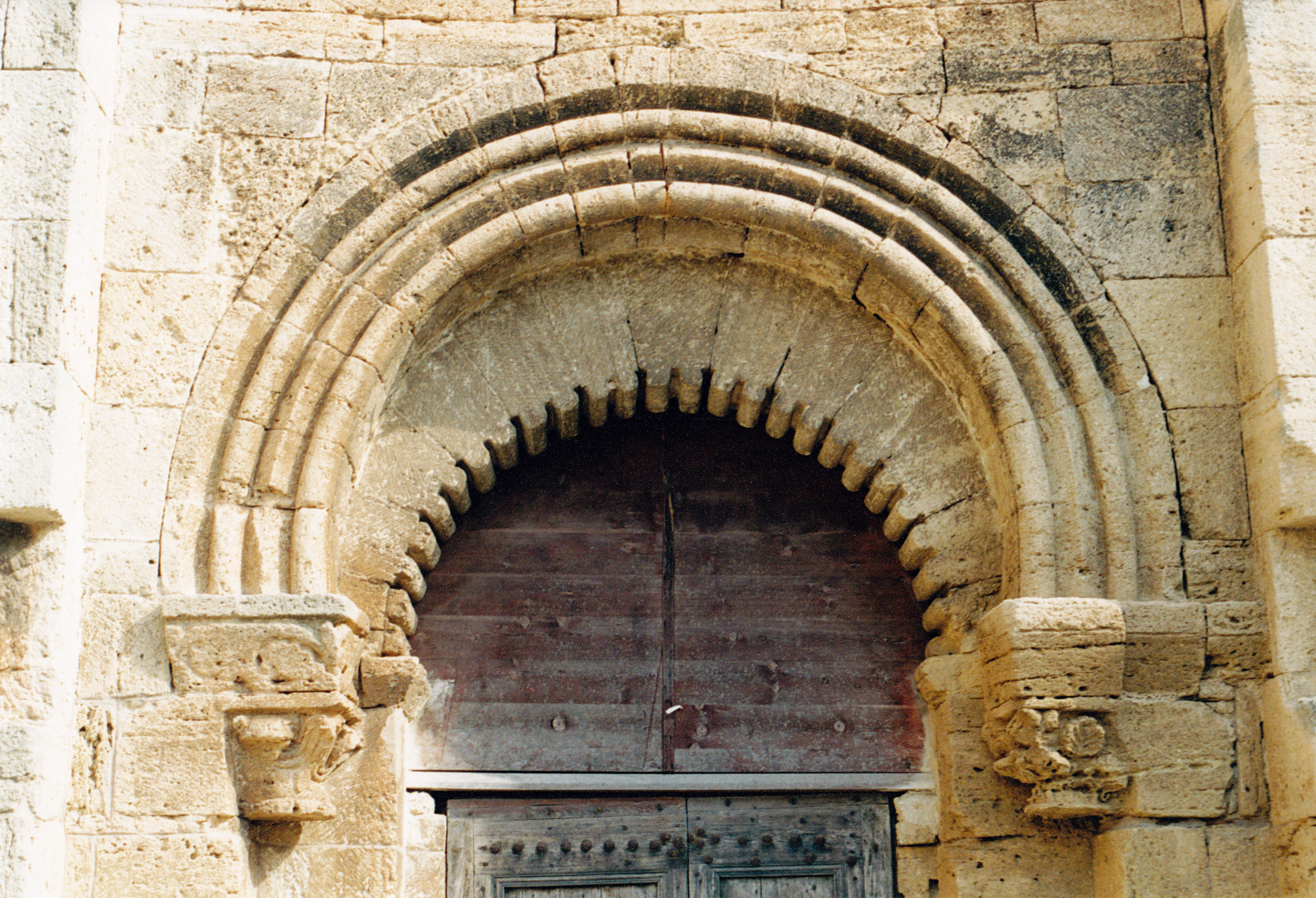
Arc de la chapelle Saint-Hippolyte de Loupian.
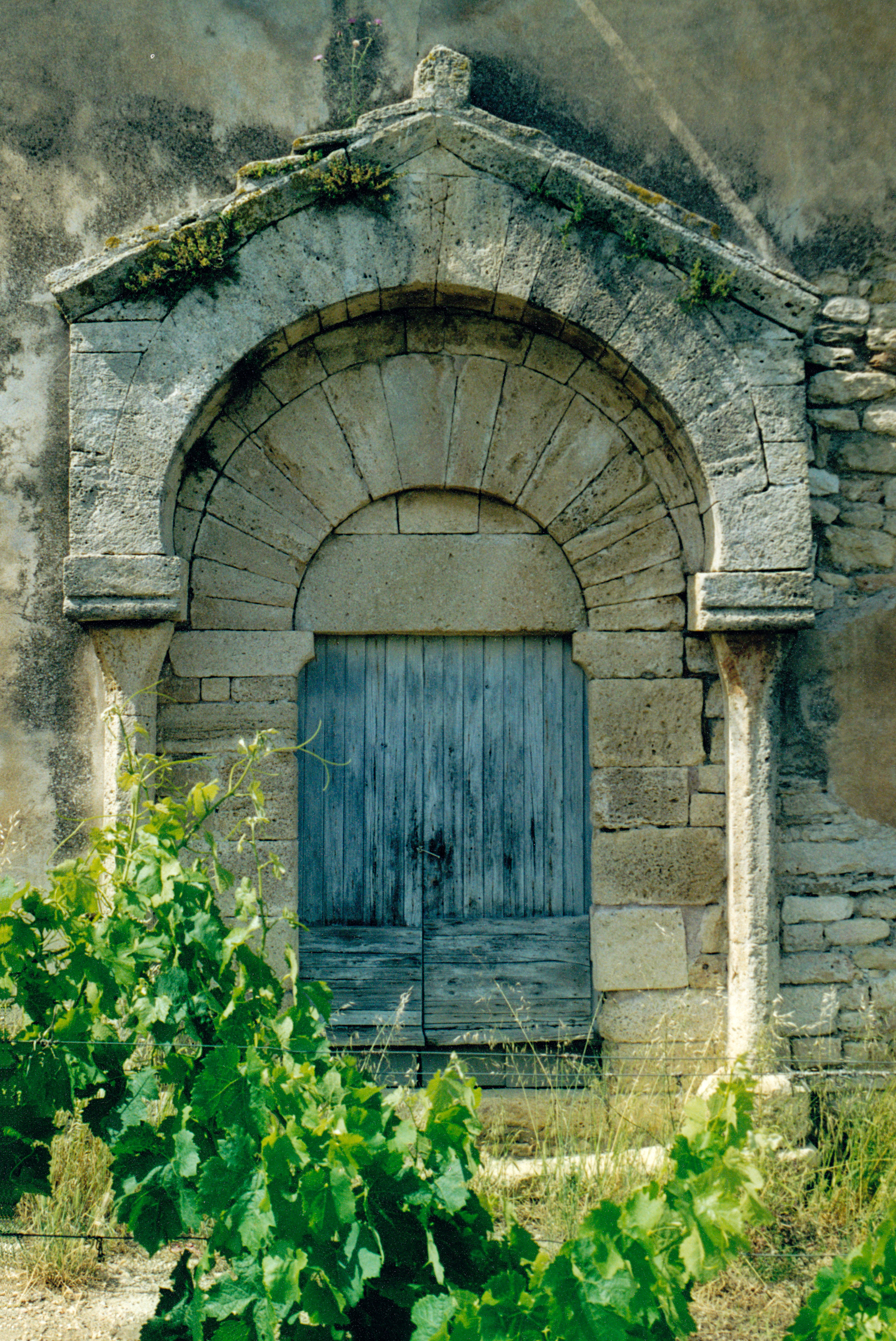
Chapelle Saint-Nazaire de Roujan.

## Architecture mudéjare

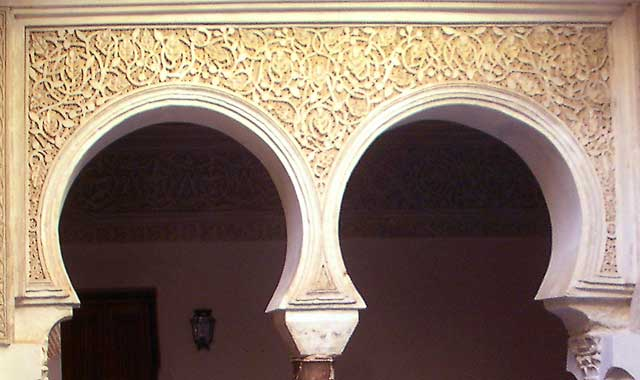
Monastère royal de Santa Clara de Tordesillas.

## Architecture musulmane au Maghreb

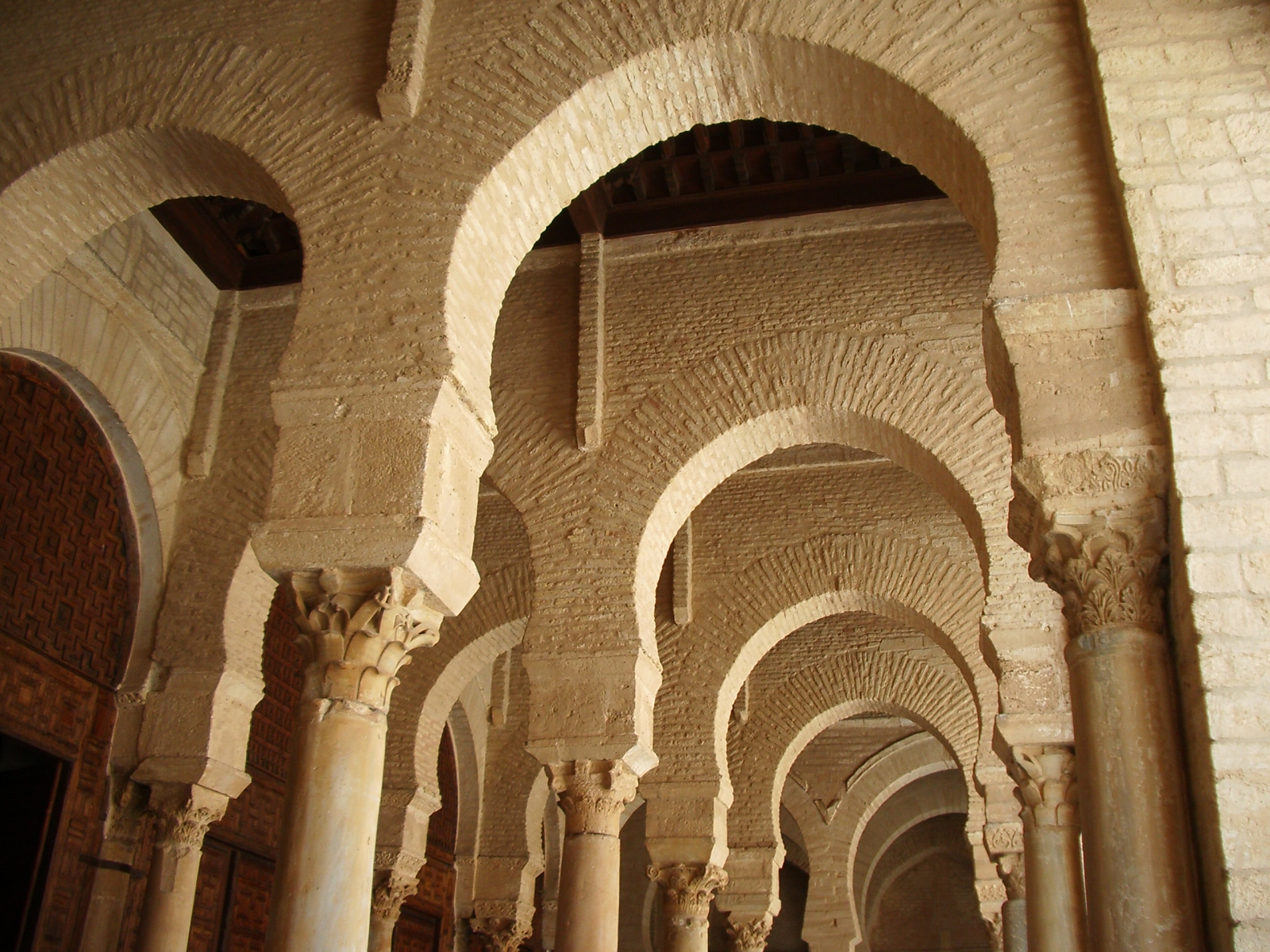
Grande mosquée de Kairouan, à Kairouan, en Tunisie.

## Architecture d'inspiration orientaliste (XIXe siècle)

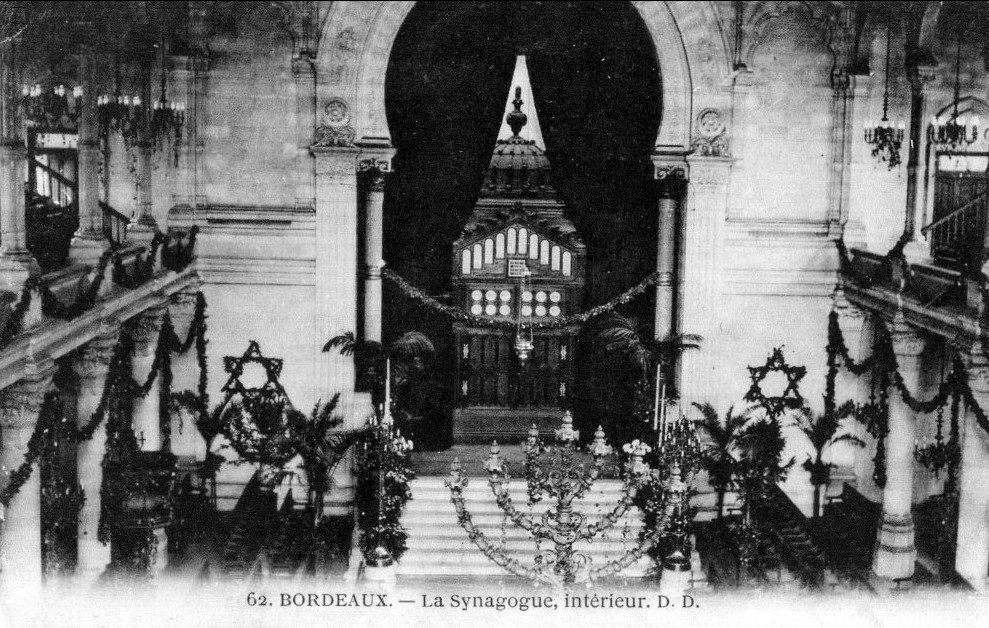
Intérieur de la Grande synagogue de Bordeaux, construite en 1877-1882, photographie de 1900-1920.

## Architecture Art nouveau (XXesiècle)
On retrouve enfin l'arc outrepassé dans l'architecture Art nouveau géométrique : il y prend la forme d'une grande fenêtre circulaire interrompue par un balcon.
Le plus bel exemple en Belgique est la Maison Nelissen sise avenue du Mont Kemmel no 5 à Forest, une commune de Bruxelles : une porte-fenêtre à arc outrepassé donne sur la terrasse d'une loggia également à arc outrepassé.

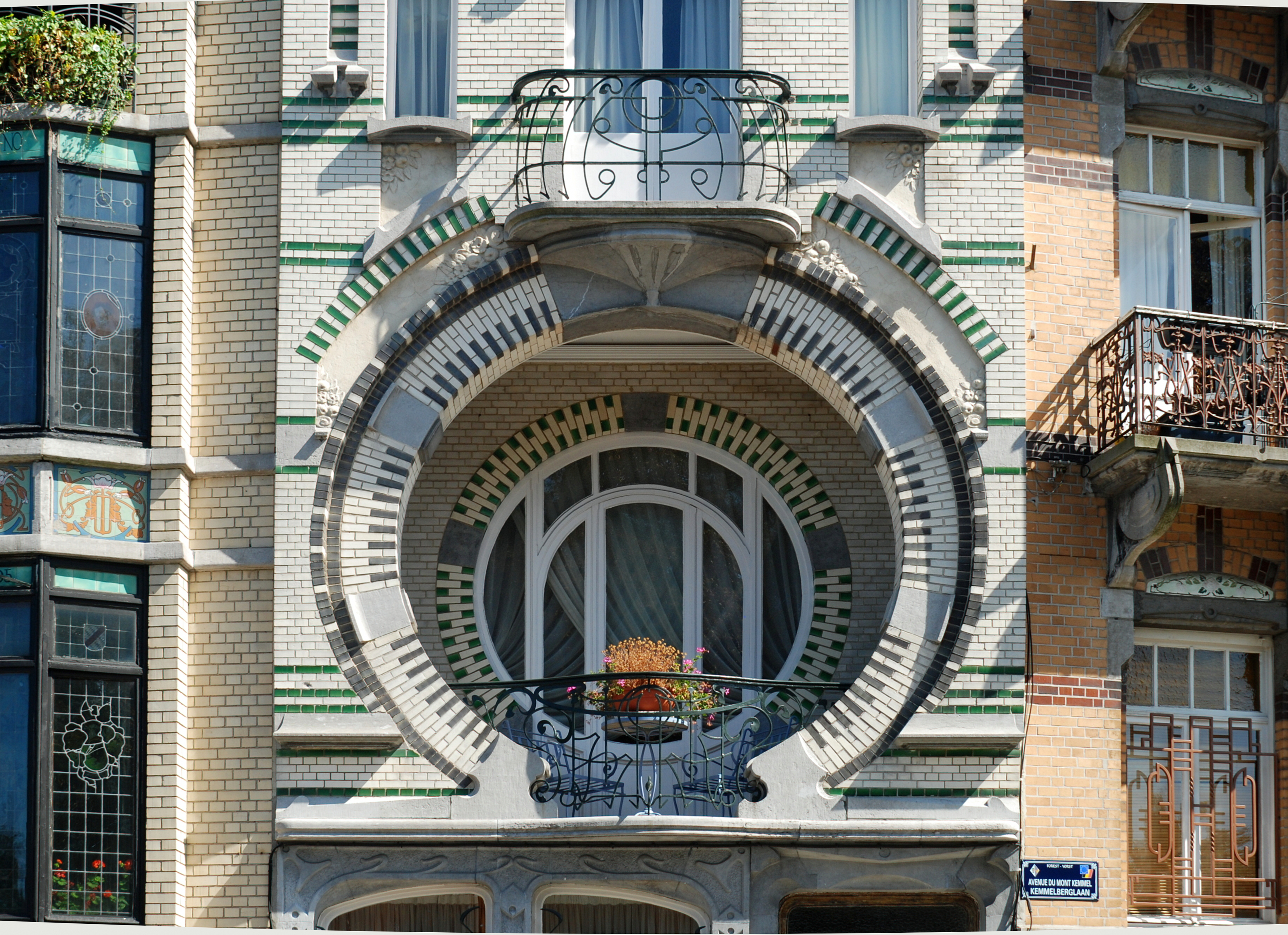
Maison Nelissen à Bruxelles.

## Type d'arc dérivé
- Arc outrepassé brisé